# 约阿希姆·冯·里宾特洛甫
乌尔里希·弗里德里希·威廉·约阿希姆·冯·里宾特洛甫（德語：Ulrich Friedrich Wilhelm Joachim von Ribbentrop；1893年4月30日－1946年10月16日），德国政治家和外交官，纳粹德国的外交部长（1938年至45年）。
里宾特洛甫第一次引起阿道夫·希特勒的注意时，他是一位见多识广的商人，比大多数高级纳粹分子更了解外部世界，而且是公认的外交事务权威。他为1933年1月的秘密会议提供了他的房子（费舍尔城堡），随后希特勒被任命为德国总理。他成了希特勒的亲信，这让一些党员感到厌恶，他们认为他肤浅，缺乏才能。1936年，他被任命为驻英国大使，然后于1938年2月被任命为德国外交部长。
第二次世界大战之前，他在促成钢铁条约（德意同盟条约）、慕尼黑协定（吞并苏台德）、梅梅尔通牒（吞并梅梅尔）和莫洛托夫-里宾特洛甫条约（苏德互不侵犯条约）方面发挥了关键作用。他主张与苏联保持良好关系，反对入侵苏联。里宾特洛甫反对前任对华合作的政策，支持积极拉拢日本。1941年底，美国对英国的援助以及U型潜艇和美国军舰在北大西洋护卫前往英国的护航船队之间的摩擦越来越频繁，里宾特洛甫努力使得在华盛顿的日美会谈失败，并引导日本攻击美国。珍珠港事件后，他极力支持对美国宣战。从1941年起，里宾特洛甫的影响力逐渐下降。
里宾特洛甫于1945年6月被捕，并在纽伦堡审判中被定罪并被判处死刑，原因是他在欧洲发动了第二次世界大战并促成了大屠杀。1946年10月16日，他成为第一个被绞死的纽伦堡被告。

## 生平

### 早年岁月
里賓特洛甫出生於德意志帝國莱茵省的韦瑟尔，父親理夏德·乌尔里希·弗里德里希·約阿希姆·馮·里賓特洛甫（德語：Richard Ulrich Friedrich Joachim Ribbentrop）是一名軍官，而母親則是约翰娜·索菲·赫特維希（德語：Johanne Sophie Hertwig）。里賓特洛甫小時候一直接受非正規的教育，直到他十多歲後才到德國與瑞士的私立學校唸書。里賓特洛甫的父親於1908年從軍中撤職，原因是他曾發表德皇威廉二世是同性戀的詆毀言論，里賓特洛甫家中也因此缺乏了經濟來源。里賓特洛甫藉由一口流利的英語和法語，先後在法國格勒諾布爾和英國倫敦住過一段時間，接著在1910年前往加拿大，他先在蒙特婁史丹利街（Stanley Street）的莫爾森銀行（Molson）工作，接著換到重建魁北克橋的一家工程公司，之後又換到曾修路連接蒙克顿和温尼伯的加拿大國家跨洲鐵路公司（National Transcontinental Railway），還曾在紐約與波士頓當過記者。之後里賓特洛甫雖然曾因結核而返德休養，但後又回到加拿大，於渥太華經營一個小公司，進口德國酒與香檳來銷售。1914年2月，里賓特洛甫參加舉辦於波士頓的埃利斯紀念盃比賽，與渥太華著名的明托（Minto）溜冰隊競爭。因為第一次世界大戰的爆發，里賓特洛甫離開加拿大返回德國參戰，留下了他罹患肺結核的弟弟歐塔·里賓特洛甫於加拿大，之後遭英國拘捕（1918年去世）。1914年8月15日經由霍博肯開往鹿特丹的荷蘭-美國船波茨坦號回到歐洲，到了1914年秋天，他終於回到祖國，並加入第125輕騎兵團。里賓特洛甫後晉升為中尉，並獲得一級鐵十字勳章。起初他服役於東線，後到西線作戰。1918年，里賓特洛甫以參謀身分派駐奧斯曼帝國的君士坦丁堡。里賓特洛甫於一戰外駐土耳其期間，與另一位軍官弗朗茨·馮·帕彭成為好友與認識了汉斯·冯·塞克特將軍。德國戰敗後，作為塞克特將軍的副官參加巴黎和会，對於當時德國簽下凡尔赛条约的屈辱場景，印象非常深刻。

### 家庭情况
1919年，里賓特洛甫與安娜·伊麗莎白·亨克爾（Anna Elisabeth Henkell）相識，朋友都稱她為安内利斯（Annelies）。安娜是德國香檳製造廠老闆奧托·亨克爾（OttoHenkell）的千金，里賓特洛甫於1920年7月5日與她在威斯巴登結婚，並開始在歐洲銷售他們酒廠的產品。1921年至1940年期間，安娜共生下了5個孩子：
- 魯道夫（Rudolf，生於1921年5月11日的威斯巴登），1960年與伊爾莎（Ilse-Marie Freiin von Münchhausen，1914-2010）結婚。
- 贝蒂娜（Bettina，生於1922年7月20日的柏林）
- 烏蘇拉（Ursula，生於1932年12月29日的柏林）
- 阿道夫（Adolf，生於1935年9月2日的柏林），育有：
  - 約阿希姆（Joachim，生於1963年7月5日）
  - 多米尼克（Dominik，生於1965年9月25日）
  - 魯道夫（Rudolf，生於1989年6月5日的美因河畔法兰克福）
  - 弗里德里希（Friedrich，生於1990年6月28日的美因河畔法兰克福）
- 巴托尔德·亨克爾（Barthold Henkell，生於1940年12月19日的柏林），育有：
  - 塞巴斯蒂安（Sebastian，生於1971年2月3日）

安娜·伊麗莎白·亨克爾被認為是一個傲慢、控制欲強的一個女性，並常挨批為馬克白夫人一般主宰自己丈夫的女人。里賓特洛甫之後說服丈夫受封為貴族的姨媽，在他姓中加上了貴族姓「馮」，然而里賓特洛甫從未受到貴族接納，也沒有受到過承認。在威瑪共和國的大部分時間裡，里賓特洛甫對政治不怎麼關心，也沒有反猶情結。里賓特洛甫作為他岳父香檳公司的助手處理了許多業務，並和猶太銀行家經常有往來，他成立一個進口公司的資金就是向猶太人貸款。

## 投身政壇
1928年，里賓特洛甫經人介紹給希特勒，希特勒記述他為「能令別人以買法國香檳的價格買下德國香檳的男人」，以及為一個能與外國聯繫的商人，之後里賓特洛甫在妻子的催促下於1932年5月1日加入了納粹黨。1933年1月，弗朗茨·馮·帕彭與奧斯卡·馮·興登堡（興登堡總統之子）一些朋友與希特勒協商，取代掉總理库尔特·冯·施莱谢尔。
這場會談的結果是使得希特勒於1933年1月30日透過任命成為總理，而提供自家作為秘密會談場所、納粹黨黨員和身為帕彭好友的里賓特洛甫就因此受到希特勒的愛戴。因為里賓特洛甫是納粹黨的一名新黨員，並不受到黨內老成員的歡迎，戈培爾還在日記中將他寫為：「馮·里賓特洛甫的名字是買來的，錢是藉由婚姻娶來的、仕途則是騙來的」為了彌補在黨中影響力不足的問題，里賓特洛甫開始將納粹主義也逐漸融入他的生活中，高調的提倡反猶主義，成為一名狂熱的納粹份子。他之後部份憑藉著對於德國外國家的知識而成為希特勒的外交顧問，但大部分是因為對希特勒的諂媚與奉承之詞才有此地位。專職的外交部人員會將國外實際情況告訴希特勒，而里賓特洛甫則總是告訴希特勒所想聽到的。特別是里賓特洛甫會紀錄下希特勒對一些事物的想法與觀點，再提出與其相似的發言，藉此使希特勒認為自己是一名忠於國家社會主義的外交官。里賓特洛甫也發現希特勒常以極端、偏激的方式來解決問題，他也因此常將自己的意見轉為此方向。
里賓特洛甫是希特勒的崇拜者之一，他的情緒很大一部份取於希特勒的好惡。1933年，里賓特洛甫獲得黨衛隊上校的頭銜，一時間裡他還與黨衛隊全國領袖海因里希·希姆萊友好，但最後彼此還是成為了敵人，主要是因為對於黨衛隊堅持自己的外交獨立性，而非倚靠里賓特洛甫。

### 初涉外事
1933年11月，里賓特洛甫開始進行他的外交生涯，他以一個非官方的外交官身份拜訪了倫敦，與首相拉姆齊·麥克唐納和外交及聯邦事務大臣約翰·西蒙會面，但這場會談沒有任何實質上的內容。里賓特洛甫在取得外交辦公室的職位之前，大部分時間都花在攻擊現任外交部長康斯坦丁·馮·紐賴特上，積極爭取該職位。起初紐賴特對里賓特洛甫這位對手保持輕視的態度，認為他這種連寫德文都會用字粗俗且文法出錯的人，更不用說英文和法文了，對里賓特洛甫的競爭與攻擊不怎麼擔心。

### 英德协定
纽拉特认为英德海军协定不可能达成。为了诋毁他的对手，他任命里宾特洛甫为派往伦敦谈判的代表团团长。会谈一开始，里宾特洛甫就向约翰·西蒙爵士发出最后通牒，通知他如果不完全接受德国的条件，德国代表团将回家。西蒙对这一要求感到愤怒，并退出了谈判。然而，令所有人惊讶的是，第二天英国人接受了里宾特洛甫的要求，1935年6月18日，里宾特洛甫和英国新任外交大臣塞缪尔·霍尔爵士在伦敦签署了《英德海軍協定》（Anglo-German Naval Agreement，AGNA）。外交上的成功大大提高了里宾特洛甫在希特勒心目中的声望，希特勒称签署英德海軍協定的那一天是“我一生中最快乐的一天”。他认为这标志着英德联盟的开始，并下令在德国各地举行庆祝活动以纪念这一事件。 
英德海軍協定签署后，里宾特洛甫立即采取下一步行动，旨在建立英德联盟，即所有社会的协调（Gleichschaltung），要求恢复德国在非洲的前殖民地。1935年7月3日，宣布里宾特洛甫将领导收复德国前非洲殖民地的努力。希特勒和里宾特洛甫认为，要求殖民地恢复会迫使英国按照德国的条件与帝国结盟。不过，里宾特洛甫与希特勒还是有区别的：里宾特洛甫真心希望收复德国的前殖民地，而对希特勒来说，殖民要求只是一种谈判策略。德国将放弃其要求以换取与英国的联盟。 

### 建立轴心

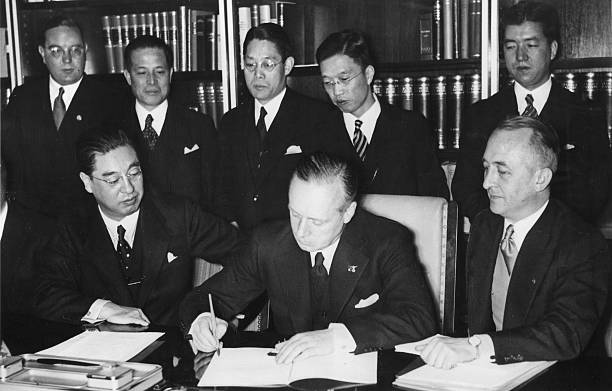
1936年11月，里宾特洛甫和日本駐德國大使武者小路公共签订反共产国际条约

1936年11月的反共产国际条约标志着德国外交政策的一个重要变化。外交部传统上支持与中华民国的友好政策，并且在20年代后期出现了非正式的中德联盟。諾伊拉特非常相信维持德国与中国的良好关系，并且不信任日本帝国。里宾特洛甫反对外交部的亲华倾向，反而赞成与日本结盟。为此，里宾特洛甫经常与曾担任日本武官、后任驻柏林大使的大島浩密切合作，以加强德日关系，尽管遭到国防军和外交部的强烈反对，后者更愿意与中国建立更密切的关系。 
反共产国际条约的起源可以追溯到1935年年中，当时为了平衡寻求与日本的和解与德国与中国的传统联盟之间的关系，里宾特洛甫和大岛设计了反共联盟的想法，以此作为将中国、日本和德国联系在一起。然而，当中国人明确表示他们对这样的联盟没有兴趣时（特别是考虑到日本人认为中国遵守拟议的条约是让中国服从日本的一种方式），纽拉特和陆军部长维尔纳·冯·布隆贝格元帅都说服了希特勒搁置拟议的条约，以避免损害德国与中国的良好关系。里宾特洛甫认为日本友谊远胜于中国友谊，他认为德国和日本应该在没有中国参与的情况下签署该条约。到1936年11月，东京和柏林对德日条约的兴趣重新燃起，导致在柏林签署了反共产国际条约。条约签署后，意大利、中国、英国和波兰收到了加入邀请。然而在被邀请的国家中，只有意大利人最终会签署。反共产国际条约标志着德国开始从中国的盟友转向日本的盟友。
當中國抗日戰爭正式打響，與大日本帝國友好的納粹德國起初還在觀望，但在里賓特洛甫主導的外交部隨即下令駐華的德國僑民和武官撤出，進而導致日軍變本加厲的侵華。德國隨後更將預定出售給中國的武器彈藥訂單直接取消，讓蔣介石、李宗仁等人萬分驚愕，德制師和中央軍因此無法得到充分的彈藥對抗日本，之後抗日的武器只能向蘇聯和法國訂製。
隨著德國擊败法國並建立維琦法國、與蘇聯簽訂互不侵犯條約並瓜分波蘭，其間里賓特洛甫多數時間和義大利王國、羅馬尼亞王國、匈牙利王國、保加利亞王國和大日本帝國等軸心國盟友交涉。里賓特洛甫和日本駐德大使大島浩非常友好，直到德國投降前夕他們仍一起會面。中國的蔣介石政府最後只剩下美國援助，苦撐到日本偷襲珍珠港，德國和義大利对美國宣戰，美國正式加入第二次世界大戰之後，英國和加拿大才提供部分的武器援助國民革命軍。因此中國政府要員等人痛恨里賓特洛甫，如蔣介石在其日記上對此憤恨之甚。

### 交換老兵

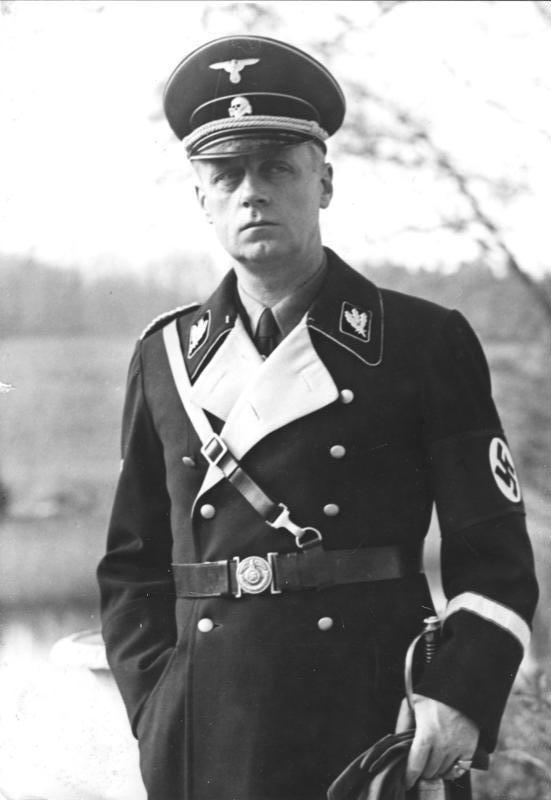
1938年作為親衛隊集團領袖的里宾特洛甫

1935年，里宾特洛甫安排了一系列广为宣传的第一次世界大战退伍军人访问英国、法国和德国。里宾特洛甫说服英国皇家军团和许多法国退伍军人团体派代表团前往德国会见德国退伍军人，以此作为促进和平的最佳方式。与此同时，里宾特洛甫安排德国官方的第一次世界大战退伍军人团体鋼盔前線士兵聯盟的成员访问英国和法国，与那里的退伍军人会面。退伍军人的来访和随之而来的“再也不会”的承诺极大地改善了“新德国”在英国和法国的形象。1935年7月，准将弗朗西斯·费瑟斯通-戈德利爵士率领英国军团代表团前往德国。军团的赞助人威尔士亲王在1935年6月的军团年度会议上发表了一次广为宣传的演讲，他说他认为没有比军团更好的人来访问德国并将和平的信息传递给德国并且他希望英国和德国永远不再打仗。至于德国重整军备与他的和平信息之间的矛盾，里宾特洛甫向任何愿意倾听的人争辩说，德国人民已被凡尔赛条约“羞辱”，德国首先想要和平，而德国对凡尔赛的侵犯是恢复的努力的一部分德国的“自尊”。到1930年代，许多英国人都相信该条约对德国极其不公平和不公正，因此英国的许多人，例如内阁副部长托马斯·琼斯，对里宾特洛甫的信息持开放态度，即欧洲只要废除凡尔赛条约，和平就会恢复。

## 駐英大使
1936年8月，希特勒任命里宾特洛甫为英国大使，奉命谈判英德联盟。里宾特洛甫于1936年10月抵达就职。里宾特洛甫在伦敦的时间以一系列没完没了的社交失态和失误为标志，这使他与英国外交部本已糟糕的关系更加恶化。
1936年11月，他受邀在达勒姆郡的温亚德大厅作为第七任伦敦德里侯爵的宾客入住，他被带到达勒姆大教堂参加礼拜，并宣布了赞美诗《你的荣耀》。当管风琴演奏开场小节时，与德国国歌相同，里宾特洛甫向纳粹致敬，不得不被他的主人制止。
在妻子的建议下，里宾特洛甫聘请柏林室内设计师马丁·路德协助他搬到伦敦，并帮助实现里宾特洛甫在那里建造的新德国大使馆的设计（他觉得现有大使馆不够宏伟）。事实证明，路德是一位阴谋大师，成为里宾特洛甫最喜欢的打手。
里宾特洛甫不理解20世纪英国君主在政府中所发挥的有限作用。他认为，如果他愿意，印度皇帝爱德华八世可以支配英国的外交政策。他使希特勒相信他得到了爱德华的支持，但这与他认为自己给英国社会留下了深刻印象一样是一种错觉。事实上，里宾特洛甫经常表现出对英国政治和社会的根本误解。在1936年12月的退位危机期间，里宾特洛甫向柏林报告说，一场反对德国的犹太共济会反动阴谋推翻了爱德华，里宾特洛甫称爱德华是德国的坚定朋友，内战很快就会爆发在英国，爱德华的支持者和首相斯坦利鲍德温的支持者之间。里宾特洛甫的内战预言遭到了听到这些预言的英国人的怀疑。爱德华的情人沃利斯·辛普森1936年曾在伦敦与里宾特洛甫睡过觉，爱德华可能是纳粹同情者；一直与他保持联系；并继续泄露秘密。
里宾特洛甫有一个习惯，就是从最好的英国公司召来裁缝，让他们等上几个小时，然后在没有见到他的情况下将他们打发走，并指示他们第二天回来，只是重复这个过程。这对他在英国上流社会的声誉造成了巨大损害，因为伦敦的裁缝们通过告诉他们所有富裕的客户说里宾特洛甫是不可能对付的作为报复。在一次采访中，他的秘书理查德·斯皮茨（Reinhard Spitzy）说：“他[里宾特洛甫]表现得非常愚蠢和自大，英国人不喜欢自大的人”。在同一次采访中，施皮茨称里宾特洛甫“自负、自负且不太聪明”，并表示他是一个完全无法忍受的人。
此外里宾特洛甫选择尽可能少地在伦敦呆在希特勒身边，这极大地激怒了英国外交部，因为里宾特洛甫的频繁缺席妨碍了许多日常外交事务的处理。随着里宾特洛甫在英国疏远了越来越多的人，帝国元帅赫尔曼·戈林警告希特勒说里宾特洛甫是个“蠢驴”。希特勒打消了戈林的顾虑：“但他毕竟认识英国不少重要人物。”这句话让戈林回答说：“我的元首，这可能是对的，但糟糕的是，他们认识他”。
1937年2月，里宾特洛甫出人意料地用“德国问候”向乔治六世致意，这是一个僵硬的纳粹礼，这一手势差点撞倒国王，后者正走上前去与里宾特洛甫握手，里宾特洛甫坚持要求从今以后所有德国外交官在向国家元首致意时，都要以僵硬的手臂向法西斯式致敬，这进一步加剧了对他形象的损害，并在英德关系中引发了一场小危机。纽拉特向希特勒指出，在里宾特洛甫的统治下，如果苏联大使向共产党人握拳敬礼，希特勒将不得不归还，危机才得以解决。根据纽拉特的建议，希特勒拒绝了里宾特洛甫要求乔治国王接受并给予“德国问候”的要求。 
里宾特洛甫的大部分时间都花在了要求英国签署反共产国际条约或归还前德国在非洲的殖民地上。然而，他也花了大量时间来讨好他所谓的“有影响力的人”，以此作为实现英德联盟的最佳途径。他相信英国贵族由某种在幕后统治的秘密社团组成，如果他能交到足够的朋友英国“秘密政府”的成员，他可以促成联盟。几乎所有里宾特洛甫向柏林提供的关于联盟前景的最初有利的报告都是基于伦敦德里勋爵和洛锡安勋爵等英国贵族对“新德国”的友好评论。起初，里宾特洛甫从英国内阁大臣和高级官僚那里受到的相当冷淡的接待并没有给他留下太多印象。英国政府的观点，由负责外交事务的议会副国务卿克兰伯恩子爵罗伯特总结，认为里宾特洛甫一直是二流人物。
1935年，英国驻德国大使埃里克·菲普斯爵士向伦敦抱怨里宾特洛甫在英德奖学金中的英国同事。他认为他们制造了“关于英国友谊的虚假德国希望，并在英国引起了反对，公众舆论自然而然地敌视纳粹政权及其方法”。1937年9月，英国驻慕尼黑领事在写到里宾特洛甫带他们参加纽伦堡集会的那群人时，报告说有一些“严肃的人站在他们中间”，但里宾特洛甫的英国特遣队中有同样数量的人“古怪而且很少，如果有的话，可以被称为严肃的英国思想的代表，无论是政治的还是社会的，而他们在英格兰肯定缺乏任何政治或社会影响。”1937年6月，英德联谊会主席芒特坦普尔勋爵在里宾特洛甫安排的一次访问中与希特勒会面后要求会见内维尔·张伯伦首相，英国外交部常任副国务卿罗伯特·范西塔特写道：
|  | 下午 [首相]当然不应该见到山寺勋爵——国家[国务卿]也不应该。 我们真的必须制止这种业余爱好者的无休止的插话——而芒特坦普尔勋爵是一个特别愚蠢的人。 这些活动——实际上仅限于德国——使外交任务变得不可能。 |

在范西塔特的备忘录之后，英德联谊会的成员在参加里宾特洛甫安排的德国之行后不再会见内阁部长。
1937年2月，在与掌玺大臣哈利法克斯勋爵会面之前，里宾特洛甫向希特勒建议德国、意大利和日本开始一场世界范围的宣传运动，目的是迫使英国归还德国在非洲的前殖民地。希特勒拒绝了这个想法，但尽管如此，在他与哈利法克斯勋爵的会谈中，里宾特洛甫在会谈的大部分时间里都在要求英国与德国签署联盟并归还前德国殖民地。德国历史学家克劳斯·希尔德布兰德指出，早在里宾特洛甫与哈利法克斯会面时，希特勒和里宾特洛甫的不同外交政策观点就开始出现，里宾特洛甫更感兴趣的是在非洲恢复1914年前的德意志帝国，而不是征服东欧。在安德烈亚斯·希尔格鲁伯（Andreas Hillgruber）的领导下，他认为希特勒有一个征服世界的分阶段计划（Stufenplan），希尔格鲁伯认为里宾特洛甫可能没有完全理解希特勒的计划是什么，或者在如此努力地推动殖民复兴时，他正在尝试获得个人成功，这可能会提高他在希特勒中的地位。1937年3月，里宾特洛甫在莱比锡举行的莱比锡贸易展览会上发表演讲，他宣称德国的经济繁荣将“通过恢复前德国殖民地财产，或通过其他方式。如果不进行殖民复辟，德国人将用武力夺回他们以前的殖民地，这种隐含的威胁招致了大量敌意评论，认为大使威胁他的东道国是不恰当的。这样的方式。

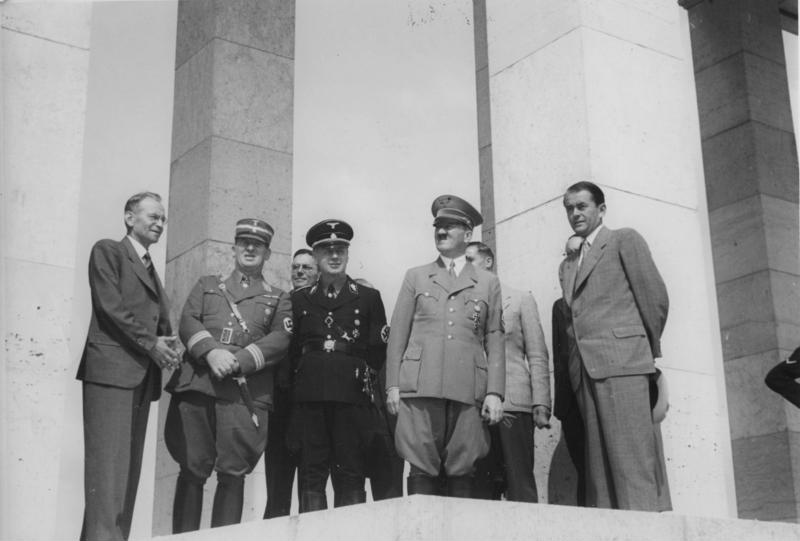
1937年纽伦堡党代会，中起：里宾特洛甫、希特勒、施佩尔

里宾特洛甫的谈判风格混合了霸道的咆哮和冰冷的态度，再加上长篇大论地赞美希特勒，使许多人疏远了。美国历史学家戈登·A·克雷格(Gordon A.Craig)曾观察到，在1930年代欧洲外交场景的所有大量回忆录文学中，只有两处正面提及里宾特洛甫。在这两个参考文献中，德国驻伦敦武官利奥·盖尔·馮·施韦彭堡将军评论说，里宾特洛甫在第一次世界大战中是一名勇敢的士兵，意大利驻德国大使的夫人伊丽莎白·切鲁蒂（Elisabetta Cerruti）称里宾特洛甫是“一位伟大的战士”。最有趣的纳粹分子。在这两种情况下，赞扬都是有限的，切鲁蒂继续写道，只有在纳粹德国，像里宾特洛甫这样肤浅的人才有可能升任外交部长，盖尔·冯·施韦彭堡称里宾特洛甫担任大使绝对是一场灾难在伦敦。英国历史学家劳伦斯·里斯（Laurence Rees）在他1997年的系列作品《纳粹：来自历史的警告》中指出，每一个认识里宾特洛甫的人都对他表达了强烈的仇恨。一位德国外交官赫伯特·里希特称里宾特洛甫“懒惰而毫无价值”，而另一位德国外交官曼弗雷德·冯·施罗德则称里宾特洛甫“虚荣而野心勃勃”。里斯总结说，“没有其他纳粹分子被他的同事如此憎恨”。
1937年11月，里宾特洛甫陷入极为尴尬的境地，因为他强烈主张归还前德国殖民地，导致英国外交大臣安东尼·艾登和法国外交部长伊冯·德尔博斯提出就归还前德国殖民地展开会谈作为回报为此，德国人将做出有约束力的承诺，尊重他们在中欧和东欧的边界。由于希特勒对获得前殖民地不感兴趣，特别是如果价格会阻碍向东欧的扩张，里宾特洛甫被迫拒绝了他在很大程度上促成的英法提议。在拒绝英法恢复殖民地的提议后，里宾特洛甫出于纯粹的恶意，立即命令帝國殖民部（Reichskolonialbund）增加对前德国殖民地的鼓动，此举激怒了外交部和法国外交部。
正如意大利外交部长加莱亚佐·齐亚诺伯爵在1937年底的日记中所指出的那样，里宾特洛甫开始以所有“被蔑视的女人的愤怒”来憎恨英国。就此而言，里宾特洛甫和希特勒从未理解英国的外交政策旨在绥靖德国，而不是与德国结盟。
当里宾特洛甫于1937年11月前往罗马监督意大利遵守反共产国际条约时，他向东道主明确表示该条约实际上是针对英国的。正如齐亚诺在他的日记中指出的那样，反共产国际条约“在理论上是反共产主义的，但实际上无疑是反英的”。1937年12月，里宾特洛甫一直处于抑郁状态，他和妻子一起为希特勒写了两份谴责英国的长篇文件。在1938年1月2日提交给希特勒的第一份报告中，里宾特洛甫称“英国是我们最危险的敌人”。在同一份报告中，里宾特洛甫建议希特勒放弃与英国结盟的想法，转而接受德国、日本和意大利结盟以摧毁大英帝国的想法。
里宾特洛甫在《给元首的备忘录》中写道，“要想改变东方的现状，有利于德国，只能靠武力来实现”，而实现这一目标的最佳途径是建立全球反英同盟体系。除了将反共产国际条约转变为反英军事同盟外，里宾特洛甫还认为德国的外交政策应该致力于“赢得所有利益直接或间接符合我们利益的国家”。在最后一句话中，里宾特洛甫明确暗示苏联应被纳入他提出的反英同盟体系。

## 帝國外長
1938年初，希特勒宣布了他对军事外交政策机构的控制，部分是通过解雇纽拉特。1938年2月4日，里宾特洛甫接替纽拉特出任外交部长。里宾特洛甫的任命通常被视为德国外交政策正在朝着更激进的方向发展的迹象。与纽拉特谨慎和好战的性格相反，里宾特洛甫在1938年和1939年明确支持战争。

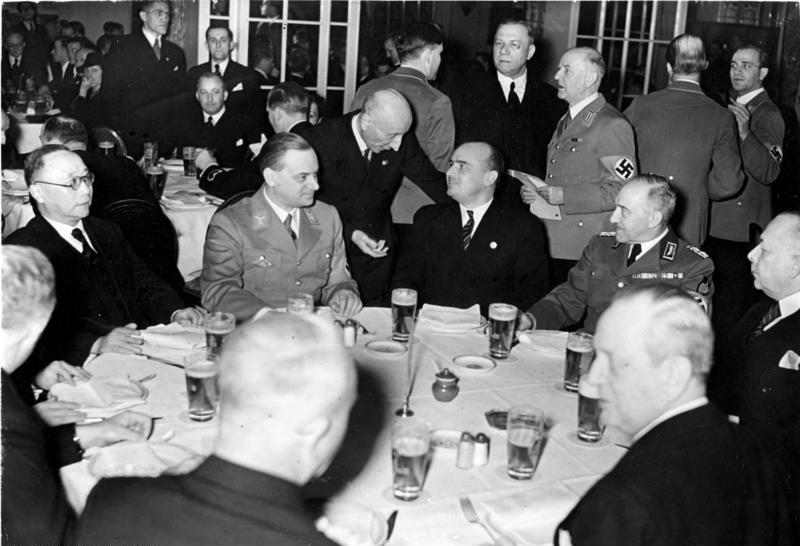
1939年, 在德國外交部, 陳介（左）、阿爾弗雷德·羅森堡和漢斯·法郎克

里宾特洛甫担任外交部长的时间可分为三个时期。首先，从1938年到1939年，他试图说服其他国家在即将到来的战争中与德国结盟。第二次，从1939年到1943年，里宾特洛甫试图说服其他国家站在德国一边参战，或者至少保持亲德中立。他还参与了威利行动，试图说服前国王爱德华八世代表德国游说他的兄弟，现在是国王。许多历史学家认为，希特勒准备恢复温莎公爵的国王地位，希望建立一个法西斯英国。如果爱德华同意公开与纳粹德国合作，他将获得经济援助，并有望成为一个“顺从”的国王。並为此预留了5000万瑞士法郎，但该计划从未实现。
在最后阶段，从1943年到1945年，他的任务是努力阻止德国的盟友离开她的身边。在这三个时期，里宾特洛甫经常会见来自意大利、日本、罗马尼亚、西班牙、保加利亚和匈牙利的领导人和外交官。在那段时间里，里宾特洛甫与其他纳粹领导人发生争执。随着时间的推移，里宾特洛甫开始将外交部的老外交官从他们的高级职位上赶下来，并用来自外交部的人取而代之。早在1938年，外交部32%的职位由曾在外交部任职的人担任。 
里宾特洛甫担任外交部长后的第一个举动是实现德国远东政策的彻底转变。1938年2月，里宾特洛甫在说服希特勒承认日本傀儡国家满洲国并放弃德国对其在太平洋的前殖民地（现在由日本持有）的主张方面发挥了重要作用。到1938年4月，里宾特洛甫已停止向中国运送所有德国武器，并召回所有在蒋介石国民党政府服役的德国陆军军官，并威胁说将把这些军官在中国的家属送往集中营如果军官没有立即返回德国。作为回报，德国人几乎没有得到日本人的感谢，日本人拒绝在他们占领的中国部分地区设立任何新的德国企业，并继续推行他们的政策，试图将所有现有的德国和所有其他西方企业排除在外。日占中国与此同时，中德非正式同盟的结束导致蒋介石终止了德国公司在中国国民党的所有特许权和合同。

### 吞併捷克

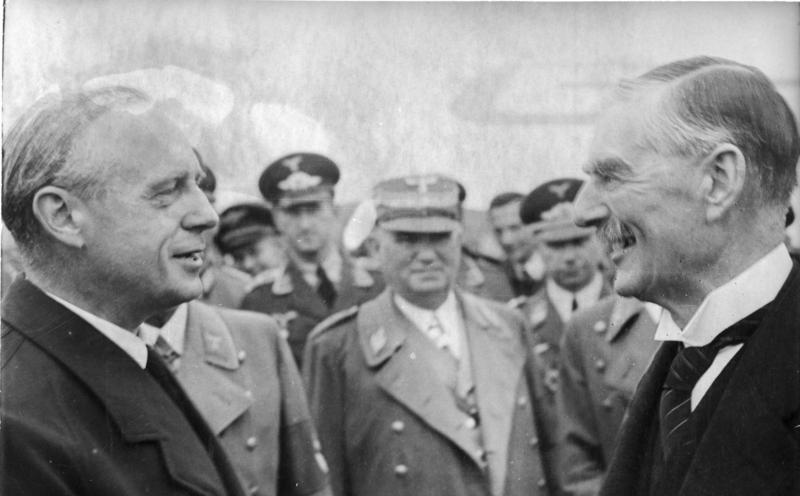
里宾特洛甫和张伯伦

恩斯特·冯·魏茨泽克于1938年至1943年任国务秘书，他反对德国外交政策中攻击捷克斯洛伐克第一共和国的总体趋势，并担心这可能会引发一场德国将输掉的全面战争。魏茨泽克对摧毁捷克斯洛伐克的想法没有道义上的反对，只是反对袭击的时机。他赞成对捷克斯洛伐克进行“化学”破坏的想法，即德国、匈牙利和波兰将关闭边境以在经济上破坏捷克斯洛伐克的稳定。他非常不喜欢里宾特洛甫关于通过战争“机械地”摧毁捷克斯洛伐克的想法，他认为这太冒险了。然而尽管他们对里宾特洛甫持保留意见和恐惧，他们认为里宾特洛甫鲁莽地试图在帝国准备好之前让德国陷入一场全面战争，但魏茨泽克和其他任何职业外交官都没有准备好与他们的首脑对抗。

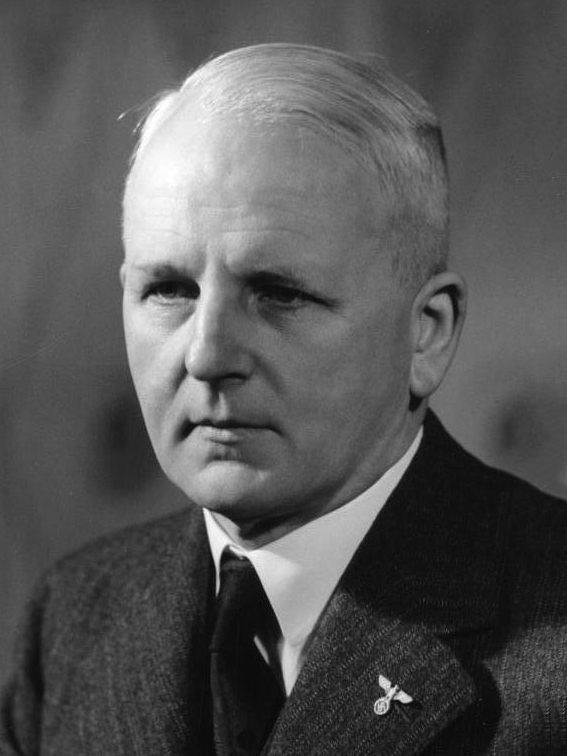
恩斯特·冯·魏茨泽克

1938年9月15日在贝希特斯加登举行的英德首脑会议之前，英国大使内维尔·亨德森爵士和魏茨泽克为希特勒和张伯伦制定了一项私人安排，在没有顾问在场的情况下会面，以此将极端鹰派的里宾特洛甫排除在会谈之外。希特勒的翻译保罗·施密特后来回忆说，在贝希特斯加登峰会上“感觉我们的外交部长将证明是一个令人不安的因素”。里宾特洛甫因被排除在张伯伦与希特勒会面之外而气愤不已，拒绝将施密特的峰会笔记交给张伯伦，这一举动引起了英国方面的极大不满。他预计在1938年10月1日爆发的德国-捷克斯洛伐克战争。里宾特洛甫认为《慕尼黑协定》是德国的一次外交失败，因为它剥夺了德国发动里宾特洛甫希望看到的摧毁捷克斯洛伐克战争的机会。苏台德地区问题表面上是德国-捷克斯洛伐克争端的主题，曾是德国侵略的借口。在慕尼黑会议期间，里宾特洛甫大部分时间都在角落里郁郁寡欢。里宾特洛甫告诉希特勒新闻办公室主任弗里茨·黑塞，慕尼黑协定是“一流的愚蠢……这意味着我们必须在一年内与英国人作战，届时他们将拥有更好的武器…….如果现在开战就好了。”和希特勒一样，里宾特洛甫下定决心，在下一次危机中，德国的公开要求不会在另一次慕尼黑式的峰会上得到满足，而由德国引发的下一次危机将导致张伯伦“欺骗”德国人的战争在慕尼黑。
在慕尼黑事件之后，希特勒处于一种强烈的反英情绪中，部分原因是他对被“骗”出战争以“歼灭”捷克斯洛伐克感到愤怒，而他非常希望在1938年拥有它，部分原因是他意识到对于德国称霸欧洲的野心，英国既不会结盟也不会袖手旁观。结果，英国在慕尼黑之后被认为是帝国的主要敌人，结果，强烈仇英的里宾特洛甫的影响力相应地随着希特勒而上升。

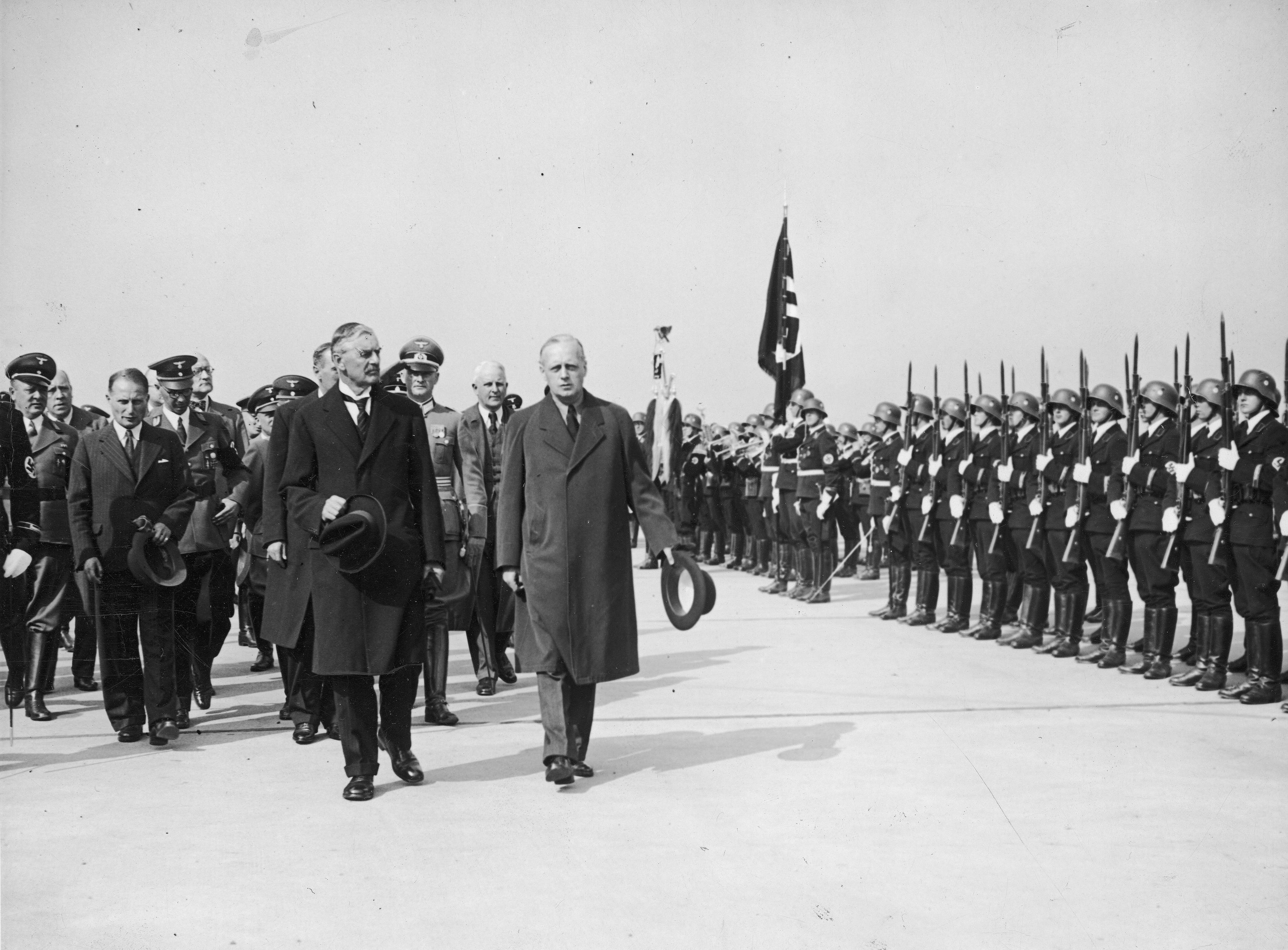
1938年张伯伦访问慕尼黑，里宾特洛甫陪同视察德军部队

部分出于经济原因，部分出于对1938年在战争中被“欺骗”的愤怒，希特勒决定摧毁残存的捷克斯洛伐克国家，因为捷克斯洛伐克于1938年10月更名，即1939年初。里宾特洛甫在引发导致捷克-斯洛伐克终结的危机中发挥了重要作用，他命令驻布拉迪斯拉发的德国外交官联系斯洛伐克地区政府总理约瑟夫·蒂索神父，并向他施压，要求他宣布脱离布拉格独立。当蒂索以自1938年10月以来的自治权对他来说已经足够为由证明不愿意这样做时，以及完全切断与捷克人的联系将使斯洛伐克容易被匈牙利吞并时，里宾特洛甫与德国驻布达佩斯大使馆取得了联系摄政王米克洛斯·霍尔蒂海军上将。霍尔蒂被告知，德国人可能愿意让更多的匈牙利恢复其以前的边界，如果匈牙利人真的想改变他们的边界，最好立即开始将军队集中在他们的北部边界。听到匈牙利的动员后，蒂索面临着一个选择，要么宣布独立，并理解新国家将在德国的势力范围内，要么眼睁睁地看着整个斯洛伐克并入匈牙利。结果，蒂索让斯洛伐克地区政府于1939年3月14日发表了独立宣言；随之而来的捷克-斯洛伐克关系危机被用作召集捷克-斯洛伐克总统埃米尔·哈查到柏林的借口，因为他“未能”维持国内秩序。1939年3月14日至15日晚上，里宾特洛甫在德国吞并捷克斯洛伐克捷克部分的过程中发挥了关键作用，他在柏林帝国总理府的一次会议上威胁哈查，将他的国家变成德国的保护国。1939年3月15日，德国军队占领了捷克斯洛伐克的捷克地区，该地区后来成为波西米亚和摩拉维亚的帝国保护国。

### 收復北疆

最后通牒生效后东普鲁士局势图：克莱佩达地区/梅梅尔领地为白绿色阴影，东普鲁士其餘部份为白色

1939年3月20日，里宾特洛甫召见立陶宛外交部长約薩斯·烏爾布斯到柏林，并通知他，如果立陶宛全权代表不立即抵达谈判将梅梅尔兰移交给德国，德国空军将把考纳斯夷为平地。由于里宾特洛甫在3月23日发出最后通牒，立陶宛人同意将梅梅尔（今立陶宛克莱佩达）归还给德国。 
1939年3月，里宾特洛甫将刚刚宣布独立为喀尔巴阡乌克兰共和国的捷克-斯洛伐克以乌克兰人为主的喀尔巴阡山脉下的鲁塞尼亚地区分配给匈牙利，匈牙利随后在短暂的战争后开始吞并它。这一点意义重大，因为在1930年代，苏联一直担心德国人会利用乌克兰民族主义作为分裂苏联的工具。1938年10月在捷克-斯洛伐克建立的乌克兰自治区引发了一场大规模的苏联媒体运动，反对它的存在，理由是这是西方支持苏联乌克兰分裂主义阴谋的一部分。通过允许匈牙利人摧毁欧洲唯一的乌克兰国家，里宾特洛甫表明德国没有至少目前，我对支持乌克兰民族主义不感兴趣。反过来，这表明德国的外交政策现在主要是反西方的，而不是反苏联的，从而有助于改善德苏关系。

### 法德和約

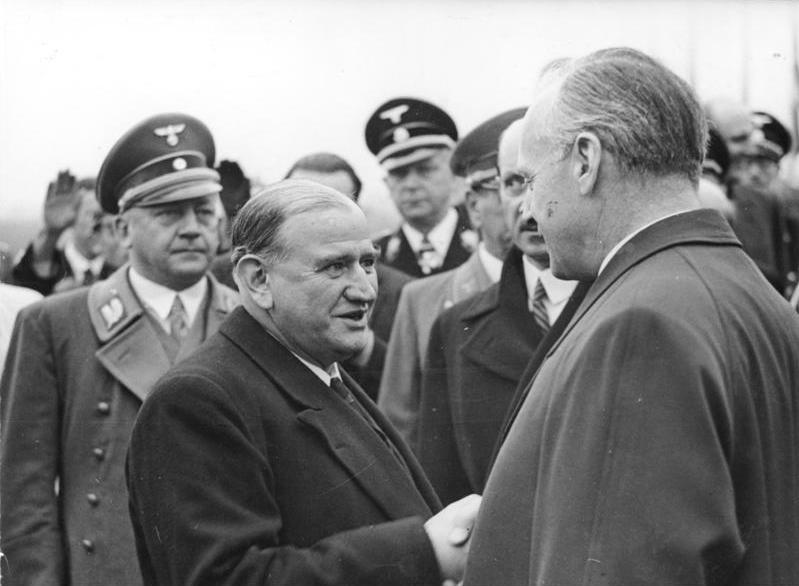
愛德華·達拉第和里宾特洛甫

1938年12月，在德国外交部长约阿希姆·冯·里宾特洛甫访问巴黎签署基本上毫无意义的法德互不侵犯条约期间，里宾特洛甫与法国外交部长乔治·博内进行了会谈，里宾特洛甫后来声称其中包括法国的承诺将承认整个东欧为德国的专属势力范围。

### 威逼波蘭

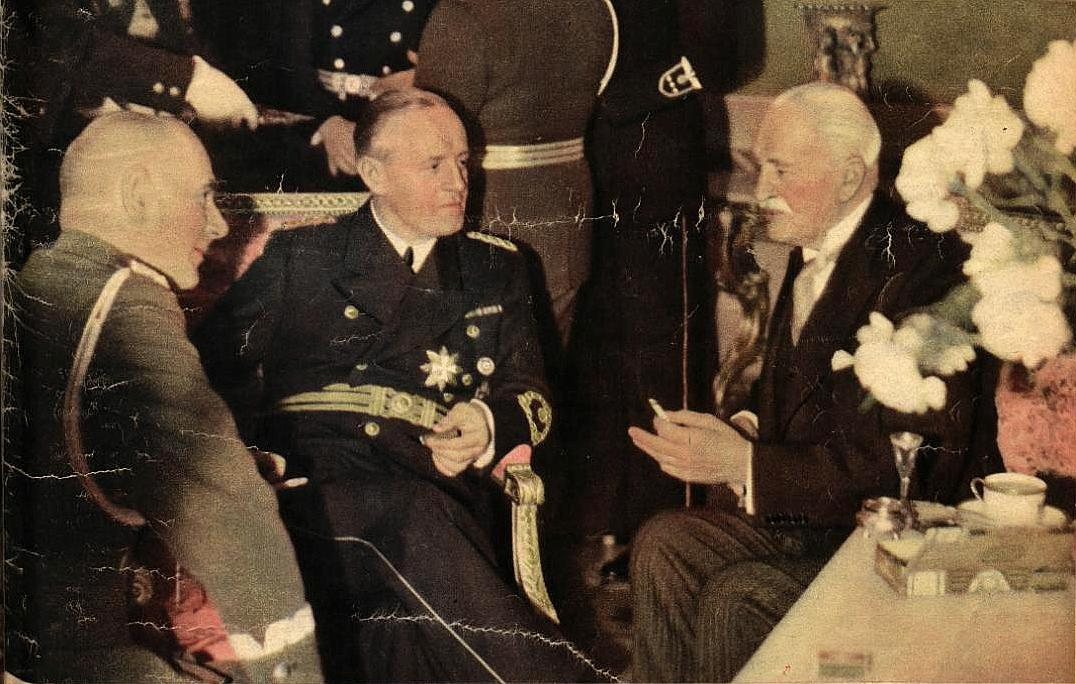
1939年初華沙，爱德华·雷兹-希米格维、里宾特洛甫、伊格纳齐·莫希奇茨基

最初德国希望将波兰变成一个卫星国，冯·里宾特洛甫和日本武官大岛浩试图说服波兰加入反共产国际条约。到1939年3月，德国的要求已被波兰人三次拒绝，这导致希特勒在里宾特洛甫的热情支持下决定将摧毁波兰作为1939年德国外交政策的主要目标。1939年3月21日，希特勒首次公开要求但泽重新加入帝国并修建横跨波兰走廊的“域外”道路。这标志着德国对波兰的压力显着升级，而这种压力仅限于德国和波兰外交官之间的私下会面。同一天，即1939年3月21日，里宾特洛甫向波兰大使约泽夫·利普斯基提出了一系列要求，要求波兰允许但泽自由市以如此暴力和极端的语言返回德国，这导致波兰人担心他们的国家处于德国立即进攻的边缘。里宾特洛甫使用了如此极端的语言，尤其是他的言论，即如果德国对苏联采取不同的政策，那么波兰将不复存在，这导致波兰人于23日下令部分动员并将其武装部队置于最高戒备状态1939年3月在一份针对里宾特洛甫行为的抗议信中，波兰外交部长约瑟夫·贝克提醒他，波兰是一个独立的国家，而不是里宾特洛甫可以随意欺负的某种德国保护国。里宾特洛甫转而向德国驻华沙大使汉斯-阿道夫·冯·毛奇伯爵发出指示，如果波兰同意德国的要求，德国将确保波兰可以将斯洛伐克与匈牙利瓜分，并确保德国支持吞并乌克兰。如果波兰人拒绝他的提议，波兰将被视为帝国的敌人。3月26日，在与波兰大使约泽夫·利普斯基的一场极其激烈的会谈中，里宾特洛甫指责波兰人试图通过部分动员来欺负德国，并猛烈攻击他们只考虑德国对“域外”道路的要求。会议以里宾特洛甫尖叫着结束，如果波兰入侵但泽自由市，德国将开战摧毁波兰。当里宾特洛甫的言论泄露给波兰媒体时，尽管贝克于3月27日向审查员发出命令，但它在波兰引起了反德骚乱，当地的纳粹党总部在利宁科被暴徒摧毁。3月28日，贝克告诉毛奇，任何单方面改变但泽地位的企图都会被波兰视为宣战理由。尽管德国人并未计划在1939年3月进攻波兰，但里宾特洛甫对波兰人的欺凌行为摧毁了波兰允许但泽返回德国的任何微弱机会。

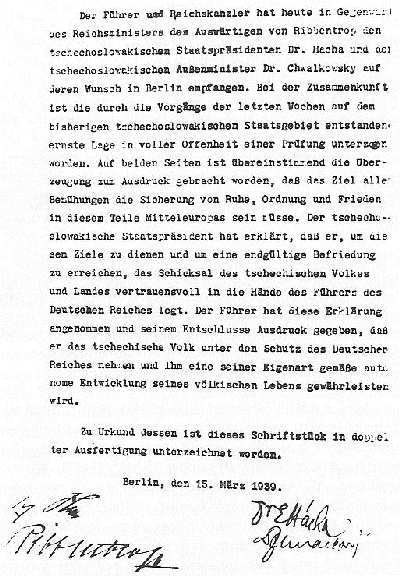
1939年3月15日德國吞併捷克斯洛伐克的宣言

德国于3月15日占领捷克斯洛伐克的捷克地区，完全违反了不到六个月前签署的《慕尼黑协定》，激怒了英国和法国的公众舆论，并使德国失去了任何同情。由于公众的愤怒状态，张伯伦政府似乎有可能在几天后因为后座议员的叛乱而倒台。即使是里宾特洛甫的标准路线，即德国只是对不公正的凡尔赛条约作出反应，并希望与每个人和平相处，这在过去非常有效，但也未能发挥作用。保守党议员达夫·库珀反映了情绪的变化，在给泰晤士报的一封信中写道：
|  | 我们中的一些人已经相当厌倦了道貌岸然的态度，这种态度试图将欧洲犯下的每一起罪行都归咎于我们。 如果德国在 1919 年变得更强大，她就会早日取得今天的成就。 此外，英国政府真诚地相信德国的说法，即它只关心苏台德地区，而德国并不寻求主宰欧洲。 通过占领捷克-斯洛伐克的捷克部分，德国声称只是在纠正所谓的凡尔赛宫的错误，从而失去了所有可信度。 |

不久之后，1939年3月中旬，罗马尼亚驻伦敦部长维吉尔·蒂利亚（Virgil Tilea）散布虚假报道，称他的国家正处于德国立即进攻的边缘，导致英国抵制东欧承诺的政策发生戏剧性的转变。里宾特洛甫如实否认德国要入侵罗马尼亚。但他的否认与他在3月初发表的否认所用的语言几乎相同，当时他否认有任何针对捷克人的计划；因此，他们实际上增加了1939年3月的“罗马尼亚战争恐慌”。从英国的角度来看，将罗马尼亚及其石油从德国手中夺走被认为是非常可取的。由于德国本身几乎没有任何石油来源，皇家海军实施封锁的能力代表了英国阻止并在必要时赢得战争的王牌。如果德国要占领盛产石油的罗马尼亚，那将削弱英国关于德国需要从美洲进口石油的所有战略假设。由于波兰被认为是拥有最强大军队的东欧国家，波兰不得不与英国联系在一起，作为确保波兰支持罗马尼亚的最佳方式；如果要诱导波兰人为罗马尼亚的安全做点什么，英国就必须为波兰的安全做点什么，这是显而易见的交换条件。
1939年3月31日，张伯伦在下议院宣布英国对波兰的“保证”，承诺英国为保卫波兰独立而参战，尽管“保证”明确地将波兰边境排除在外。由于波兰的“保证”，希特勒在1939年4月28日在国会大厦的一次演讲中开始越来越频繁地谈论英国的“包围”政策，他以此为借口谴责与波兰的海军协定和互不侵犯条约。

### 求盟近東
3月下旬，里宾特洛甫让德国驻土耳其代办汉斯·克罗尔开始向土耳其施压，要求其与德国结盟。土耳其人向克罗尔保证，他们不反对德国将巴尔干地区作为其经济影响范围，但会认为任何将巴尔干地区纳入德国政治影响范围的举动都是最不受欢迎的。 
1939年4月，当里宾特洛甫在外交部高级幕僚的一次秘密会议上宣布德国将结束与波兰的谈判，并打算在当年晚些时候的一次行动中摧毁它时，在场的人都高兴地迎接了这个消息。4反波兰情绪长期以来一直在该机构中蔓延，因此，与他们在1938年攻击捷克斯洛伐克时的冷静态度形成鲜明对比的是，魏茨泽克等外交官在1939年对与波兰开战的前景充满热情。从未接受波兰合法性的职业外交官，如魏茨澤克，他们认为波兰是凡尔赛条约创造的“可憎之物”，他们全心全意地支持一场将波兰从地图上抹去的战争。德国政府内部与外交官和军方一致支持希特勒的反波兰政策，这与他们去年关于摧毁捷克斯洛伐克的观点形成鲜明对比，这极大地鼓励了希特勒和里宾特洛甫选择的路线行动。
1939年4月，里宾特洛甫收到情报，称英国和土耳其正在谈判结盟，旨在将德国排除在巴尔干地区之外。1939年4月23日，土耳其外交部长蘇克魯·薩拉吉奧盧告诉英国大使土耳其担心意大利声称地中海是我们的海以及德国控制巴尔干地区，他建议建立英苏土联盟是对抗轴。由于德国人打破了土耳其的外交守则，里宾特洛甫在给德国大使馆的一份通告中警告说，英土会谈“比土耳其人愿意告诉我们的”走得更远。里宾特洛甫任命弗朗茨·馮·帕彭为德国驻土耳其大使，并指示他要争取土耳其与德国结盟。自1938年4月以来，里宾特洛甫一直试图任命巴本为驻土耳其大使。他的第一次尝试以失败告终，因为土耳其总统穆斯塔法·凯末尔·阿塔图尔克对第一次世界大战中的巴本记忆犹新，拒绝接受他担任大使，并私下抱怨帕本的提名一定是德国人开的一个恶心的笑话。自1938年11月前任大使弗里德里希·冯·凯勒退休以来，德国驻安卡拉大使馆就一直空缺，直到1939年4月萨拉科格鲁向克罗尔抱怨德国人何时永远要派一位新大使。巴本试图通过让里宾特洛甫拥有加莱亚佐伯爵来解决土耳其人对意大利扩张主义的恐惧齐亚诺向土耳其人承诺，当土耳其人发现意大利-德国的努力一直在光顾和侮辱时，他们对意大利没有什么可害怕的，结果适得其反。
里宾特洛甫和帕彭没有专注于与土耳其人交谈，而是因帕彭要求绕过里宾特洛甫并将他的急件直接发送给希特勒而陷入争执。作为前总理，帕彭在担任驻奥地利大使期间获得了绕过外交部长的特权。里宾特洛甫与帕彭的友谊可以追溯到1918年，因这个问题而结束。与此同时，里宾特洛甫开始对土耳其驻柏林大使大喊大叫，以此作为争取土耳其成为德国盟友的努力的一部分。里宾特洛甫认为土耳其人愚蠢到必须对他们大喊大叫才能让他们明白。里宾特洛甫高压行为的后果之一是1939年5月12日英土同盟的签署。

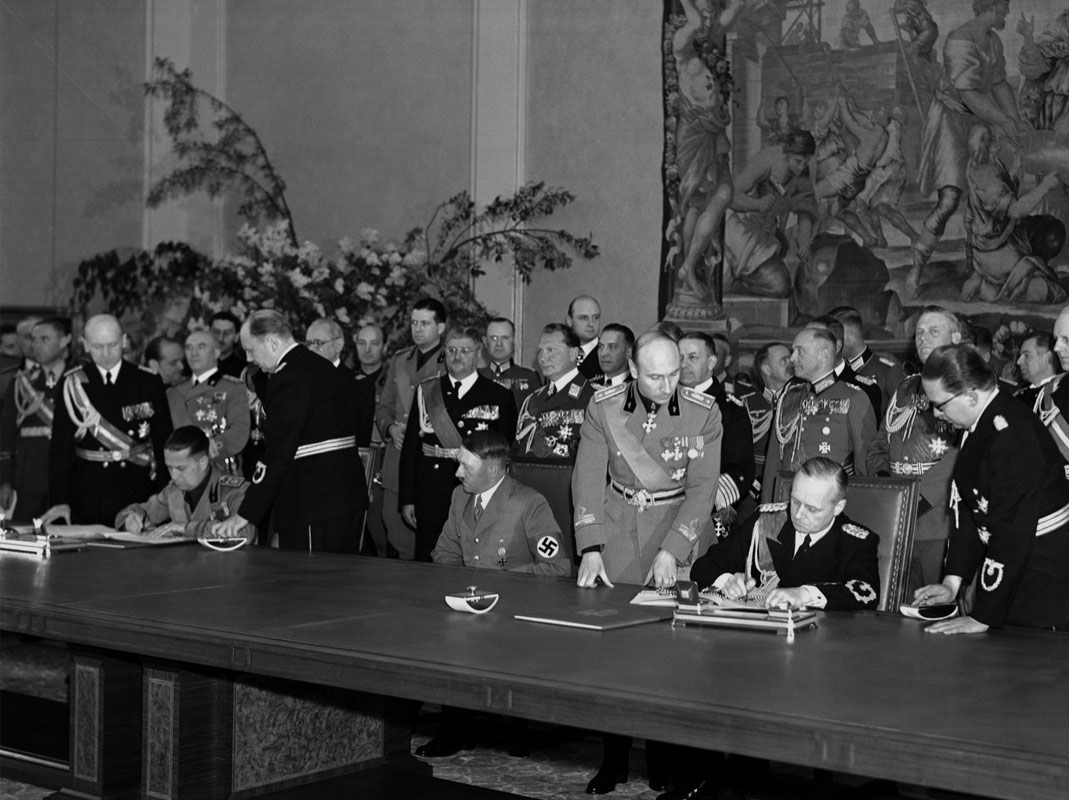
和義大利签订钢铁同盟

从1939年初开始，里宾特洛甫成为德国政府内部的主要倡导者，主张与苏联达成谅解是实现短期反波兰和长期反英外交政策目标的最佳途径。1939年1月访问华沙失败后，里宾特洛甫似乎首先考虑了与苏联签订条约的想法，当时波兰人再次拒绝了里宾特洛甫关于但泽、横跨波兰走廊的“域外”道路和反-共产国际条约在《莫洛托夫-里宾特洛甫条约》谈判期间，里宾特洛甫欣喜若狂，他的驻莫斯科大使弗里德里希·沃纳·冯·德·舒伦堡伯爵报告说，苏联领导人约瑟夫·斯大林在1939年3月的第十八次党代会上发表了强烈反西方的讲话，舒伦堡报告说，这意味着苏联可能正在寻求与德国达成协议。里宾特洛甫继舒伦堡的报告之后，派外交部贸易部的朱利叶斯·施努尔博士去谈判德苏经济协定。与此同时，里宾特洛甫将反共产国际条约转变为反英联盟的努力在1938年底和1939年初遭到了日本人的强烈敌意，但在意大利人面前，里宾特洛甫取得了一些明显的成功。由于日本反对加入反英联盟，里宾特洛甫决定接受德意双边反英条约。随着1939年5月签署钢铁条约，里宾特洛甫的努力取得了成功，但这只是通过错误地向墨索里尼保证未来三年不会发生战争来实现的。

### 结好蘇聯

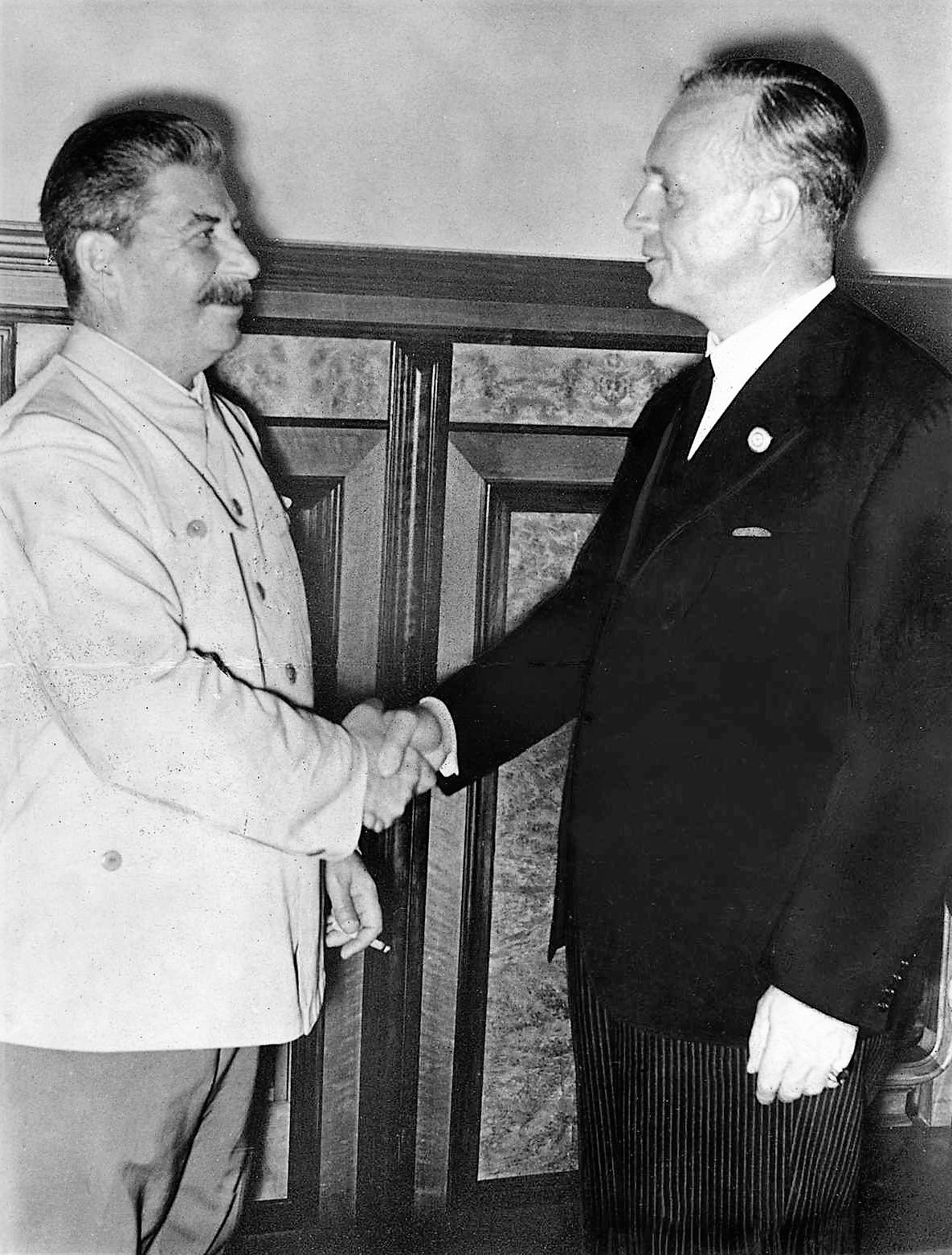
斯大林和里宾特洛甫，1939年8月23日

里宾特洛甫在1939年苏德互不侵犯条约《莫洛托夫-里宾特洛甫条约》的缔结以及围绕进攻波兰的外交行动中发挥了关键作用。在公开场合，里宾特洛甫对波兰拒绝允许但泽返回德国或允许波兰修建“域外”公路表示极大的愤怒，但由于这些事情在1939年3月之后只是作为德国侵略的借口，里宾特洛甫总是私下拒绝允许德国和波兰外交官就这些问题进行任何会谈。里宾特洛甫担心，如果德波会谈发生，波兰人可能会退缩并同意德国的要求，就像1938年捷克斯洛伐克人在英法压力下所做的那样，从而剥夺了德国人进行侵略的借口。为了进一步阻止德波外交谈判，里宾特洛甫召回了德国驻波兰大使汉斯-阿道夫·冯·毛奇伯爵，并拒绝会见波兰大使约泽夫·利普斯基。1939年5月25日，里宾特洛甫向莫斯科发出秘密信息，告诉苏联外交委员维亚切斯拉夫莫洛托夫，如果德国进攻波兰，“将考虑俄罗斯的特殊利益”。
整个1939年，希特勒总是私下里称英国为他的主要对手，但将即将到来的波兰毁灭描绘成与英国开战的必要前奏。里宾特洛甫告诉希特勒，与波兰的任何战争都只会持续24小时，英国人会对德国实力的这种展示感到震惊，以至于他们不会履行承诺。沿着同样的思路，里宾特洛甫在1939年5月5日告诉齐亚诺，“可以肯定的是，在几个月内，没有一个法国人或一个英国人会为波兰而战。”
里宾特洛甫只向希特勒展示了支持他认为英国和法国都不会履行对波兰承诺的观点的外交快件，以此来支持他对局势的分析。在那，里宾特洛甫德国驻伦敦大使赫伯特·冯·德克森特别支持张伯伦，他报告说，张伯伦知道“英国的社会结构，甚至是大英帝国的概念，即使是一场胜利的战争也不会在混乱中幸存下来”，因此他会退缩在波兰。此外，里宾特洛甫让德国驻伦敦大使馆为希特勒提供了《每日邮报》和《每日快报》等支持绥靖政策的报纸的翻译，这使得英国舆论似乎更加强烈地反对为波兰开战比实际情况要好。英国历史学家维克多·罗斯韦尔写道，里宾特洛甫用来为希特勒提供新闻摘要的报纸不仅与英国公众舆论脱节，而且与英国政府对波兰的政策脱节。里宾特洛甫提供的新闻摘要特别重要，因为里宾特洛甫设法说服希特勒英国政府秘密控制了英国媒体，而且就像在德国一样，英国媒体上没有出现英国政府不想出现的内容。此外，德国人已经破解了英国的外交密码，并且正在读取伦敦外交部与华沙大使馆之间的信息。解密表明英波关系紧张，英国向波兰施压，要求让但泽重新加入帝国，而波兰人坚决抵制所有迫使他们向德国让步的努力。基于这些解密，希特勒和里宾特洛甫认为，英国人警告说他们将参战以保卫波兰独立是在虚张声势。1939年年中，里宾特洛甫破坏了和平解决但泽争端的所有努力，导致美国历史学家格哈德·温伯格评论说，“张伯伦憔悴的外表或许比里宾特洛甫灿烂的笑容更值得称道”，因为这场战争将进入倒计时杀戮千万不可阻挡的聚集步伐。

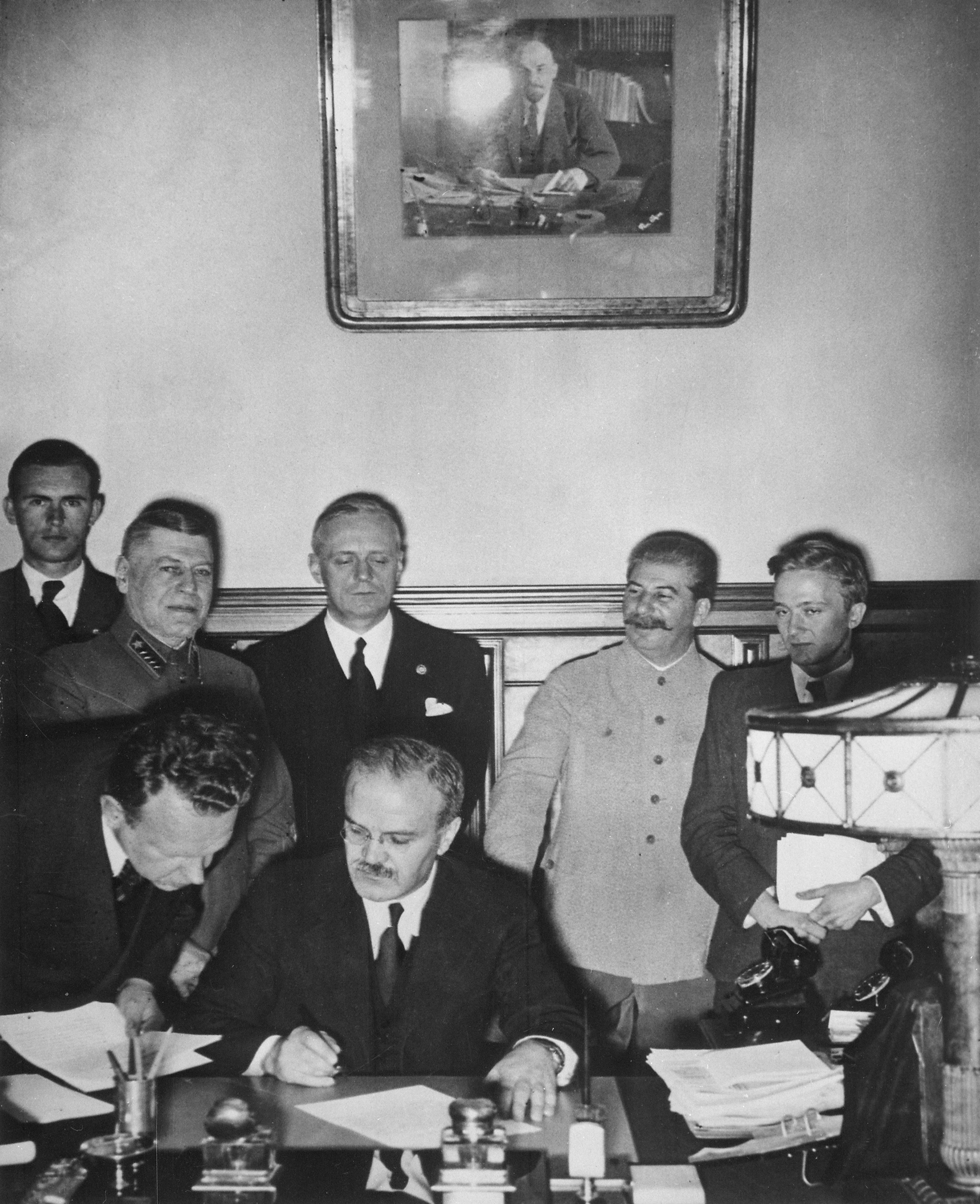
签订苏德互不侵犯条约

1939年，内维尔·张伯伦的欧洲政策的基础是建立一个“和平阵线”，该联盟将东西欧国家联系起来，充当“绊线”，旨在阻止德国的任何侵略行为。1939年3月采取的新“遏制”战略是向柏林发出坚决警告，加快英国重新武装的步伐，并试图形成一个环环相扣的联盟网络，通过对德国建立如此强大的威慑力量来阻止德国在欧洲任何地方的侵略。希特勒无法理性地选择那个选项的侵略。德国“遏制”的基础是卡尔·弗里德里希·戈德勒(Carl Friedrich Goerdeler)在1938年至1939年提供的所谓“X文件”。他们暗示，德国经济在巨额军费开支的压力下正处于崩溃边缘，并导致英国决策者得出结论，如果希特勒能够被阻止发动战争，并且如果他的政权被“遏制”得足够长，德国经济将崩溃，纳粹政权也可能随之崩溃。与此同时，英国决策者担心，如果希特勒受到“遏制”并面临经济崩溃，他会采取孤注一掷的“疯狗行为”进行侵略，以此作为回击的方式。因此，重点放在向波兰人施压，允许但泽返回德国，作为和平解决危机的一种方式，让希特勒在不丢面子的情况下让步。作为通过威慑和绥靖德国避免战争的双重战略的一部分，英国领导人警告说，如果德国进攻波兰，他们将开战，但与此同时，他们试图通过与潜在的和平缔造者举行非正式会谈来避免战争例如英国报业老板肯斯利勋爵、瑞典商人阿克塞尔·温纳格伦和另一位瑞典商人比尔格·达勒鲁斯，他们试图为但泽的和平回归奠定基础。 
1939年5月，作为胁迫土耳其加入轴心国的努力的一部分，里宾特洛甫已安排取消从斯柯达工厂交付的60门重型榴弹炮，土耳其人已提前付款。德国拒绝交付大炮或拒绝退还土耳其人为其支付的1.25亿德国马克，这成为1939年德土关系的主要压力，并导致土耳其政治上强大的军队拒绝里宾特洛甫的恳求加入轴心国。1939年上半年，冯·帕彭和法国大使勒内·马西格利与英国大使休格·纳奇布尔-休格森爵士在安卡拉展开激烈的外交竞争，以赢得土耳其对轴心国或同盟国的效忠，里宾特洛甫遭受了一场重大的外交竞争。1939年7月情况发生逆转，当时马西格利能够安排法国向土耳其大量赊销武器，以更换德国人拥有的武器。拒绝交付给土耳其人。 
1939年6月，外交部法国分部负责人奥托·阿贝茨(Otto Abetz)因涉嫌贿赂两名法国报纸编辑刊登亲德文章而被驱逐出法国，法德关系因此变得紧张。里宾特洛甫对阿贝茨被驱逐感到愤怒，并攻击德国驻巴黎大使约翰内斯·冯·韦尔策克伯爵未能让法国人重新接纳他。1939年7月，里宾特洛甫声称法国外交部长乔治·博内在1938年12月发表了一份所谓的声明，这导致里宾特洛甫和博内之间就博内对里宾特洛甫所说的话向法国报纸写了一系列信件，从而引发了一场旷日持久的口水战。
1939年8月11日，里宾特洛甫在萨尔茨堡会见了意大利外交部长加莱亚佐·齐亚诺伯爵和意大利驻德国大使贝尔纳多·阿托利科伯爵。在那次会议上，齐亚诺和阿托利科都惊恐地从里宾特洛甫那里得知德国计划进攻波兰，但泽问题只是侵略的借口。当齐亚诺询问意大利是否可以采取任何措施促成波兰-德国解决方案以避免战争时，里宾特洛甫告诉他：“我们想要战争！”里宾特洛甫表达了他坚定的信念，即英国和法国都不会为波兰开战，但如果发生这种情况，他完全希望意大利人遵守钢铁条约的条款，该条约既是进攻又是防御条约，并在必要时不仅对波兰而且对西方列强宣战。里宾特洛甫告诉他的意大利客人，“冲突的局部化是确定的”和“胜利的可能性是无限的”。里宾特洛甫打消了齐亚诺对全面战争的恐惧。他声称，“法国和英国不能进行干预，因为他们的军事准备不足，因为他们没有办法伤害德国”。齐亚诺愤怒地抱怨里宾特洛甫违反了他当年早些时候做出的承诺，当时意大利签署了钢铁条约，即未来三年内不会发生战争。齐亚诺说，认为帝国可以在不引发更广泛战争的情况下攻击波兰的想法是荒谬的，现在意大利人只能选择在他们需要三年时间重新武装时开战，或者被迫陷入不得不屈辱的耻辱。宣布中立违反了钢铁公约的条款，这会使意大利人显得懦弱。齐亚诺在他的日记中抱怨说他的论点对里宾特洛甫“没有影响”，里宾特洛甫只是拒绝相信任何不符合他先入为主的观念的信息。尽管齐亚诺努力说服里宾特洛甫将对波兰的进攻推迟到1942年，以便让意大利人有时间为战争做好准备，但里宾特洛甫坚持认为德国对通过外交途径解决但泽问题没有兴趣，而是希望通过战争消灭波兰地图。萨尔茨堡会议标志着齐亚诺对里宾特洛甫的厌恶转变为彻头彻尾的仇恨，并标志着他开始对他所倡导的亲德外交政策幻灭的时刻。
1939年8月21日，希特勒收到斯大林的信息：“苏联政府指示我说他们同意冯·里宾特洛甫先生于8月23日抵达”。同一天，希特勒下令德国动员。希特勒受里宾特洛甫建议影响的程度可以从希特勒下令对波兰进行有限动员中看出。魏茨泽克在1939年上半年的日记中不断重复希特勒的声明，即任何德波战争都将是局部冲突，如果能够说服苏联保持中立，就不会有全面战争的危险。希特勒认为英国的政策是基于确保苏联对波兰的支持，这导致他进行了外交大转弯，并支持里宾特洛甫与苏联和解的政策，作为确保局部战争的最佳方式。情况尤其如此，因为解密显示英国驻波兰武官争辩说，如果德国发动进攻，英国无法拯救波兰，只有苏联的支持才能让波兰坚持下去。

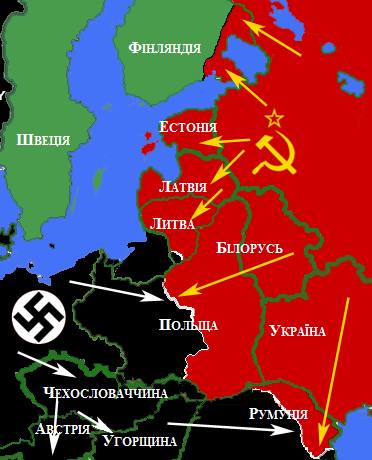
《蘇德互不侵犯条约》規定了雙方對另一方的和平書面保證，並承諾任何一方政府都不會與另一方結盟或援助另一方敵人。除了公開宣佈的互不侵犯條款外，該條約還包括《秘密議定書》，該議定書規定了蘇聯和德國在波蘭、立陶宛、拉脫維亞、愛沙尼亞和芬蘭的勢力範圍

1939年8月23日在莫斯科签署互不侵犯条约是里宾特洛甫职业生涯的最高成就。他飞往莫斯科，在13小时的访问过程中，里宾特洛甫在那里签署了互不侵犯条约和秘密协议，这些协议将东欧的大部分地区划分给了苏联和德国。里宾特洛甫原以为只会见到苏联外交委员维亚切斯拉夫·莫洛托夫，最惊讶的是与约瑟夫·斯大林本人举行会谈。里宾特洛甫在莫斯科之行中与斯大林的会谈莫洛托夫处理得非常亲切和有效，但拉脱维亚问题除外，希特勒曾指示里宾特洛甫试图为德国主张主权。里宾特洛甫奉命宣称道加瓦河是大日耳曼帝国和苏联之间未来的边界，但也被命令给予斯大林广泛的让步。当斯大林宣称拉脱维亚属于苏联时，里宾特洛甫被迫打电话给柏林，请求希特勒允许将拉脱维亚割让给苏联。在结束与斯大林和莫洛托夫的会谈后，里宾特洛甫在与苏联领导人共进晚餐时，对大英帝国进行了冗长的谩骂，斯大林频频插话表示赞同，并与斯大林举杯祝贺德苏友谊。1939年8月的短暂时刻，里宾特洛甫说服希特勒，与苏联签订的互不侵犯条约将导致张伯伦政府垮台，并导致一个新的英国政府放弃波兰人的命运。里宾特洛甫争辩说，有了苏联的经济支持，尤其是石油形式的支持，德国现在可以免受英国海军封锁的影响，因此英国永远不会对付德国。1939年8月23日，在贝格霍夫举行的帝国最高军事领导人秘密会议上，希特勒争辩说，如果没有苏联，英国和法国都不会为波兰开战，并确定了“X日”，即入侵的日期波兰，8月26日。希特勒补充说：“我唯一担心的是，在最后一刻，有人会提出调解建议。”与希特勒不同，希特勒认为《互不侵犯条约》只是环境强加于他的实用工具，英国或波兰拒绝扮演希特勒分配给它们的角色，里宾特洛甫认为《互不侵犯条约》是他的反抗英国的政策不可或缺的一部分。
1939年8月23日签署的《莫洛托夫-里宾特洛甫条约》不仅为德国赢得了与苏联的非正式同盟关系，而且还抵消了英法争取土耳其加入“和平阵线”的企图。土耳其人始终认为，必须让苏联成为对抗德国的盟友，而该协定的签署完全削弱了土耳其安全政策背后的假设。英法将巴尔干地区纳入“和平阵线”的努力一直基于这样的假设，即巴尔干地区“和平阵线”的基石是地区超级大国土耳其。由于巴尔干地区拥有丰富的原材料，例如铁、锌和石油，可以帮助德国在英国的封锁中幸存下来，因此盟军认为将德国在巴尔干地区的影响力降至最低非常重要。这是将英国承诺在意大利进攻时支持土耳其的努力联系起来的主要动机，以换取土耳其承诺帮助保卫罗马尼亚免受德国进攻。英国和法国领导人认为，如果土耳其加入，“和平阵线”的威慑力就会增加，而且土耳其海峡对盟军船只开放。这将允许盟军通过黑海向罗马尼亚派遣军队和物资，并通过罗马尼亚到达波兰。 
1939年8月25日，里宾特洛甫对希特勒的影响一度动摇，当时柏林批准英波军事同盟的消息和墨索里尼的个人信息告诉希特勒，如果德国进攻波兰，意大利将背弃钢铁条约。这对里宾特洛甫尤其有害，正如他总是向希特勒保证的那样，“意大利的态度由罗马-柏林轴心决定”。19由于来自罗马的消息和英波条约的批准，希特勒取消了计划于8月26日入侵波兰的计划，但下令将其推迟到9月1日，以便给德国一些时间来打破不利的国际结盟。尽管里宾特洛甫继续争辩说英国和法国是在虚张声势，但作为最后的手段，他和希特勒都准备冒着全面战争的风险入侵波兰。由于里宾特洛甫坚定地认为英国是德国最危险的敌人，英德战争不可避免，因此他并不在意与英国的战争何时到来。希腊历史学家亚里士多德·凯利斯写道，正是里宾特洛甫对希特勒的影响以及他坚持认为西方列强不会为波兰开战是希特勒没有完全取消德国入侵波兰的最重要原因，而不是仅仅将“X-day”推迟六天。里宾特洛甫告诉希特勒，他的消息来源表明，英国最早要到1940年或更可能是1941年才会在军事上准备好对付德国，所以这意味着英国人在虚张声势。即使英国人是认真的在他们的战争警告中，里宾特洛甫认为，由于与英国的战争是不可避免的，因此与英国发生战争的风险是可以接受的，因此他认为德国不应回避此类挑战。
1939年8月27日，张伯伦致信希特勒，目的是反驳张伯伦从柏林情报来源听说里宾特洛甫说服希特勒相信《莫洛托夫-里宾特洛甫条约》将确保英国放弃波兰的报道。张伯伦在信中写道：
|  | 无论德苏协定的性质如何，它都不能改变英国对波兰的义务，英国政府已经一再明确地公开声明并决心履行这些义务。 据称，如果英王陛下的政府在 1914 年更明确地表明他们的立场，这场大灾难本可以避免。 无论该指控是否有任何根据，英王陛下政府都决心在这种情况下不会发生这种悲惨的误解。 如果发生这种情况，他们决心并准备立即动用他们指挥的所有部队，一旦交战就无法预见敌对行动的结束。 认为如果战争一旦开始，即使在将要进行的几条战线上的任何一条战线上取得成功，战争也会提前结束，这将是一种危险的幻想。 |

里宾特洛甫告诉希特勒，张伯伦的信只是虚张声势，并敦促他的主人认领它。

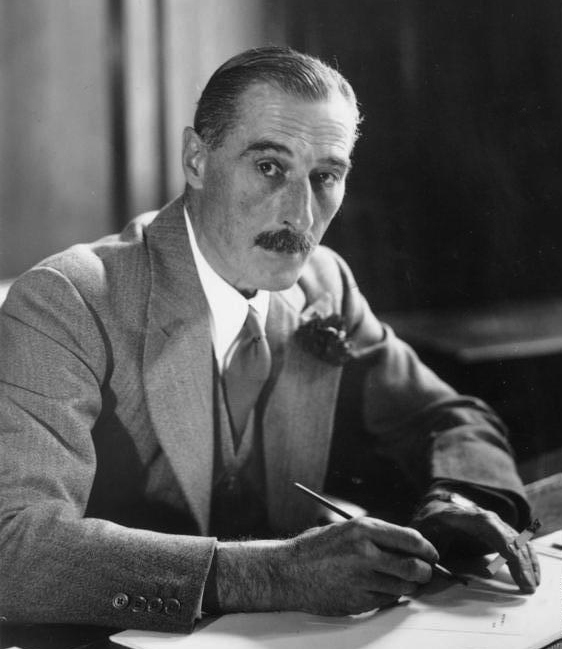
英国驻德国大使内维尔·亨德森爵士

1937年，英国驻德国大使内维尔·亨德森爵士。尽管亨德森是绥靖政策的主要支持者，但在担任大使期间，他与里宾特洛甫的关系极差。1939年8月30日至31日的晚上，他和里宾特洛甫差点打起来。
1939年8月30日至31日晚上，里宾特洛甫与英国大使内维尔亨德森爵士进行了极其激烈的交流，亨德森爵士反对里宾特洛甫在午夜左右提出的要求，即如果波兰全权代表当晚没有抵达柏林讨论德国问题“最后的报价”，战争爆发的责任不会落在帝国身上。亨德森表示，德国“最终报价”的条款非常合理，但认为里宾特洛甫对波兰接受“最终报价”的时限最不合理，他还要求知道里宾特洛甫为何坚持要见波兰特别全权代表和无法向JózefLipski大使提交“最终报价”或提供“最终报价”的书面副本。亨德森与里宾特洛甫的会面变得如此紧张，以至于两人几乎要打起来。美国历史学家格哈德·温伯格描述了亨德森与里宾特洛甫的会面：
1939年8月30日至31日午夜，约阿希姆·冯·里宾特洛甫拒绝向英国大使[亨德森]提供德国要求的副本，两人差点打起来。长期以来一直主张对德国让步的亨德森大使承认，这是德国政府为一场决心要发动的战争准备的故意构想的不在场证明。难怪亨德森生气了。另一方面，冯·里宾特洛甫可以看到前方的战争，然后喜气洋洋地回家了。
正如里宾特洛甫所预料的那样，接受“最终提议”的期限很短，导致英国政府无法就德国的提议及时与波兰政府取得联系，更不用说波兰安排波兰全权代表的到来了那天晚上在柏林，从而让里宾特洛甫声称波兰人拒绝了德国的“最终提议”。事实上，英国内阁的一次特别会议呼吁考虑“最终提议”，并拒绝将信息传递给华沙，理由是这不是柏林方面的认真提议。德国提案的“拒绝”是1939年9月1日德国侵略波兰的借口之一。英国历史学家D.C.瓦特写道：“两小时后，柏林电台广播了十六点，并补充说波兰拒绝了它们.多亏了里宾特洛甫，他们甚至从未见过他们。”8月31日，里宾特洛甫会见了阿托利科大使，告诉他波兰对德国“慷慨的”16点和平计划的“拒绝”意味着德国对墨索里尼提出的召开关于但泽地位的会议的提议没有兴趣。除了波兰“拒绝”德国的“最终提议”之外，格莱维茨事件和其他党卫军在德波边境策划的事件证明了对波兰的侵略是正当的。

### 引爆二戰

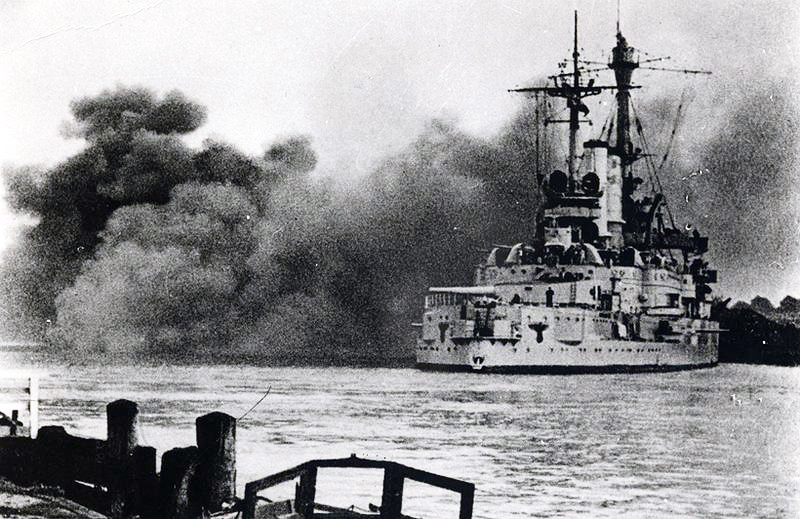
1939年9月，石勒蘇益格-荷爾斯泰因號向西盤半島上的波蘭陣地開火，標誌著二戰的爆發

1939年9月1日早上，德国入侵波兰的消息一传出，墨索里尼就发起了另一项孤注一掷的和平调解计划，旨在阻止德波战争演变成世界大战。墨索里尼的动机绝不是无私的。相反他的动机完全是为了逃避自我-钢铁条约的陷阱，迫使意大利在该国完全没有准备的情况下参战。如果他承受不得不宣布中立的屈辱，那会让他显得懦弱。法国外交部长乔治·博内主动向意大利驻法国大使拉斐尔·瓜里利亚男爵表示，法国已经接受了墨索里尼的和平计划。博内在9月1日午夜让哈瓦斯通讯社发表声明：“法国政府今天和其他几个政府一样，收到了意大利提出的寻求解决欧洲困难的建议。经过适当考虑，法国政府给出了‘积极回应’。尽管法国人和意大利人对墨索里尼的和平计划很认真，该计划要求立即停火并以1938年慕尼黑会议的方式召开四国会议来考虑波兰的边界，但英国外交大臣哈利法克斯勋爵表示，除非德国人撤出立即从波兰出发，英国不会参加拟议的会议。里宾特洛甫最终破坏了墨索里尼的和平计划，他说德国对停火、从波兰撤军或参加拟议的和平会议没有兴趣。 
1939年9月3日上午，张伯伦继续威胁如果德国进攻波兰，英国将宣战，明显震惊的希特勒问里宾特洛甫“现在怎么办？”，里宾特洛甫没有回答这个问题，只是说：法国大使罗伯特·库伦德雷（Robert Coulondre）会在当天下午晚些时候抵达并宣读法国宣战书时，会发出“类似的信息”。魏茨泽克后来回忆说，“9月3日，当英国和法国宣战时，希特勒毕竟感到惊讶，并且一开始就不知所措。”6英国历史学家理查德·奥弗里（Richard Overy）写道，希特勒认为他在1939年9月开始的只是德国和波兰之间的一场局部战争，他这样做的决定很大程度上是基于对全面战争风险的极大低估。实际上，里宾特洛甫的影响力使希特勒在1939年与他希望成为盟友的国家英国成为敌人，而他希望成为敌人的国家苏联成为他的盟友。

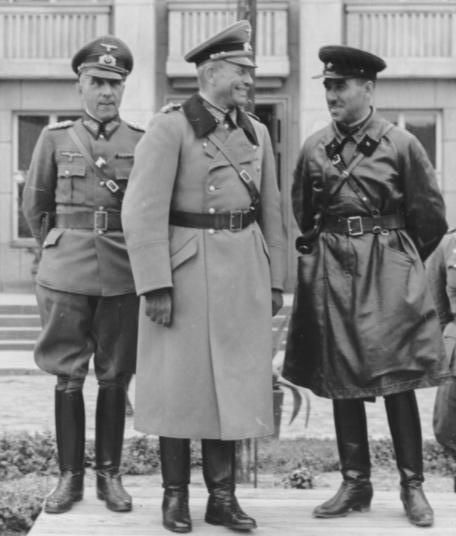
9月23日，德蘇兩軍於布列斯特共同舉辦聯合閱兵。雙方代表為德軍第19摩托化軍軍長古德林（中）和蘇軍第29戰車旅旅長謝苗·克里沃申準將（右）

第二次世界大战爆发后，里宾特洛甫在波兰的大部分战役中都与希特勒一起旅行。1939年9月27日，里宾特洛甫第二次访问莫斯科。在那里，在与苏联外交委员维亚切斯拉夫·莫洛托夫和约瑟夫·斯大林会面时，他被迫同意修改互不侵犯条约的秘密议定书，以对苏联有利，最值得注意的是同意斯大林要求立陶宛加入苏联联盟1英国封锁的实施使德国高度依赖苏联的经济支持，这使斯大林在与里宾特洛甫的谈判中处于有利地位。1940年3月1日，里宾特洛甫接见了为美国总统富兰克林·罗斯福执行和平任务的美国副国务卿萨姆纳·威尔斯，并极力辱骂他的美国客人。威尔斯问里宾特洛甫，在虚假战争成为真正的战争之前，德国可能愿意在什么条件下谈判达成妥协的和平。里宾特洛甫告诉威尔斯，只有德国的全面胜利“才能给我们想要的和平”。威尔斯向罗斯福报告说，里宾特洛甫有一个“完全封闭且非常愚蠢的头脑”。1940年3月10日，里宾特洛甫访问罗马会见墨索里尼，墨索里尼向他保证意大利将很快参战。在他为期一天的意大利之行中，里宾特洛甫由35名工作人员陪同，其中包括一名体操教练、一名按摩师、一名医生、两名理发师以及来自外交部的各种法律和经济专家。1940年3月18日希特勒和墨索里尼出席了在布伦纳山口举行的意大利-德国首脑会议后，齐亚诺伯爵在他的日记中写道：“罗马的每个人都不喜欢里宾特洛甫”。1940年5月7日，里宾特洛甫成立了外交部的一个新部门，即德国内部事务部（Abteilung Deutschland），由马丁·路德领导，负责所有反犹事务。1940年5月10日，里宾特洛甫召见荷兰、比利时和卢森堡大使，向他们递交便条，为德国入侵这些国家几小时后入侵这些国家辩护。令里宾特洛甫非常愤怒的是，有人将德国入侵的计划泄露给了柏林的荷兰大使馆，这导致里宾特洛甫在接下来的几个月里投入了一项旨在查明泄密者身份的调查。调查撕裂了该机构，因为同事们被鼓励互相指责，但最终没有成功。
1940年6月上旬，当墨索里尼通知希特勒他最终将在1940年6月10日参战时，希特勒最为不屑一顾，私下称穆索尔为我是一个懦弱的机会主义者，他在1939年9月的情况看起来很艰难时打破了钢铁条约的条款，并且在1940年6月只是在法国被打败并且英国似乎很快会讲和之后才参战。2里宾特洛甫赞同希特勒对意大利人的评价，但欢迎意大利参战。在某种程度上，这似乎证实了里宾特洛甫谈判达成的钢铁条约的重要性，此外，意大利现在是盟友，外交部还有更多工作要做。里宾特洛甫于1940年6月支持所谓的马达加斯加计划，在假定英国即将战败后将所有欧洲犹太人驱逐到马达加斯加。

### 战时同盟

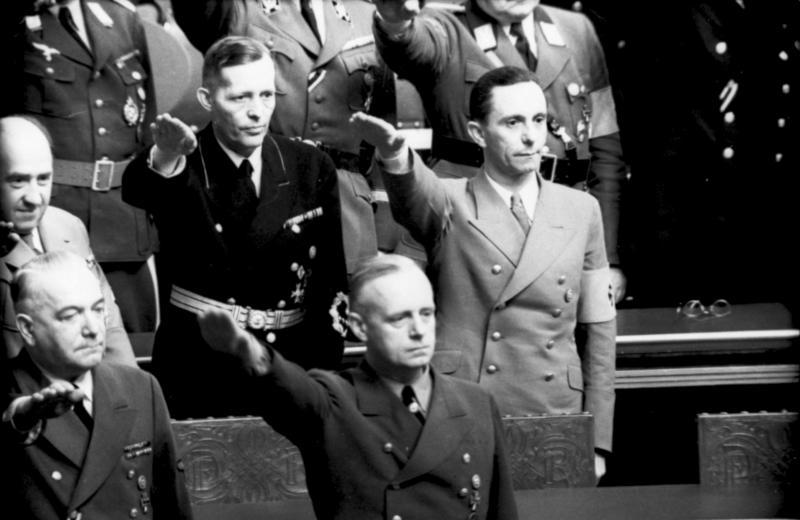
1941年帝国议会上，芬克、克罗西克、戈培尔、里宾特洛甫和纽拉特

里宾特洛甫是一个亲法者，他认为德国应该允许维希法国在具有约束力的法德伙伴关系中有一定程度的独立性。为此，里宾特洛甫任命一位来自外交部的同事奥托·阿贝茨担任驻法国大使，并指示他提升皮埃尔·赖伐尔的政治生涯，里宾特洛甫认为他是对德国最有利的法国政治家。外交部在法国的影响力各不相同，因为那里有许多其他机构在争夺权力。但总的来说，从1943年末到1944年中，外交部在法国的权力仅次于党卫军。

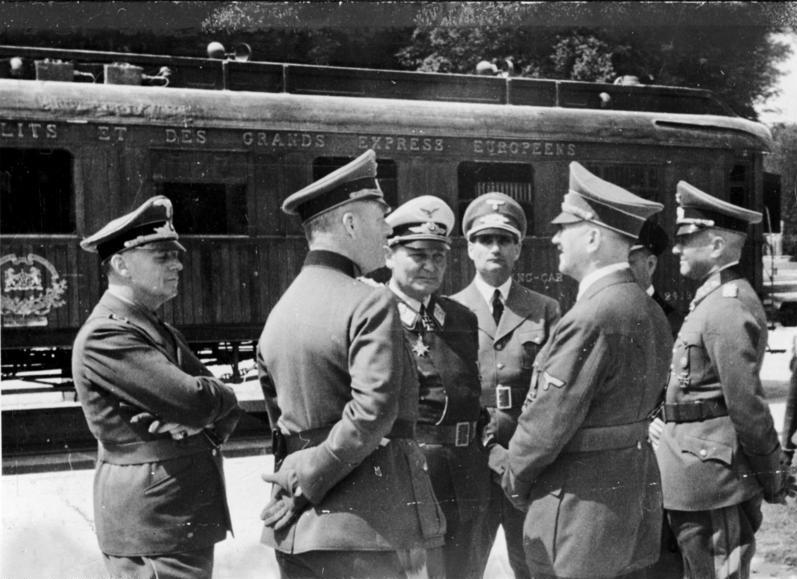
1940年，希特勒和納粹高官在簽訂贡比涅停战协定的列車上簽訂了對法和約，左一為里宾特洛甫

从1937年下半年开始，里宾特洛甫就主张在德国、意大利和日本之间建立联盟，瓜分大英帝国。在签署苏德互不侵犯条约后，里宾特洛甫扩大了轴心联盟的想法，将苏联包括在内，组成一个欧亚集团，摧毁英国等海洋国家。德国历史学家克劳斯·希尔德布兰德（Klaus Hildebrand）认为，除了希特勒的外交政策纲领外，纳粹党内还有其他三个派别有不同的外交政策纲领，希尔德布兰德将这三个派系指定为农业派、革命社会主义者和威廉帝国主义者。另一位德国外交历史学家沃尔夫冈·米哈尔卡(Wolfgang Michalka)认为，除了纳粹外交政策纲领之外，还有第四种选择，那就是里宾特洛甫提出的由德国、苏联、意大利和日本四个极权主义国家组成的欧亚集团概念。与其他派别不同，里宾特洛甫的外交政策计划是希特勒在1939-41年间唯一允许执行的计划，尽管这更多是由于希特勒自己的外交政策计划暂时破产，他在《我的奋斗》和在未能与英国结盟之后，而不是真正改变主意。里宾特洛甫的外交政策概念与希特勒的不同之处在于，里宾特洛甫的国际关系概念更多地归功于传统的威廉的世界政策，而不是希特勒的种族主义和社会达尔文主义的不同“种族”的愿景，这些“种族”陷入了对生存空间的无情和无休止的斗争。希特勒和里宾特洛甫持有的不同外交政策概念体现在他们对1942年新加坡沦陷的反应中：里宾特洛甫希望英国的这次伟大失败成为德国庆祝的一天，而希特勒禁止任何庆祝活动，理由是新加坡代表对于白人至上原则来说，这是悲伤的一天。另一个不同点是里宾特洛甫对英国的强烈仇恨——他将英国视为主要敌人——并将苏联视为反英斗争中的重要盟友。希特勒认为与苏联的联盟只是战术上的，而且没有任何地方像他的外交部长那样反英。
1940年8月，里宾特洛甫主持了第二次维也纳裁定，罗马尼亚约40%的特兰西瓦尼亚地区返还匈牙利。将如此多的罗马尼亚领土授予匈牙利人的决定是希特勒的决定，因为里宾特洛甫本人在维也纳会议的大部分时间里都在大声攻击匈牙利代表团，因为他们在1938年进攻捷克斯洛伐克时表现得很冷淡，然后要求获得比他们应得的战利品更多的份额。当里宾特洛甫终于有时间宣布他的决定时，原以为里宾特洛甫会统治罗马尼亚的匈牙利代表团爆发出欢呼声，而罗马尼亚外交部长米哈伊尔·马诺莱斯库则晕倒了。

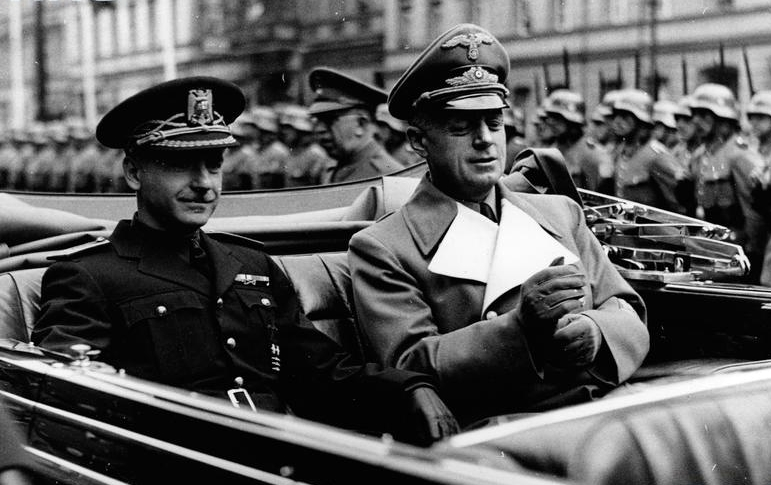
1940年，里宾特洛甫和西班牙外交部长拉蒙·塞拉诺·苏内尔

1940年末，里宾特洛甫为让佛朗哥的西班牙加入轴心国一方进行了持续但未成功的努力。在与西班牙外交部长拉蒙·塞拉诺·苏内尔的会谈中，里宾特洛甫以他不圆滑的行为冒犯了苏内尔，尤其是他建议西班牙将加那利群岛割让给德国。愤怒的苏涅尔回答说，他宁愿看到加那利群岛沉入大西洋，也不愿让出一寸西班牙领土。1940年9月，里宾特洛甫取得更大成功的一个领域出现了，当时他有外交部在远东的代理人史塔玛博士，开始与日本外相松冈洋右就反美联盟进行谈判。这些会谈的结果是里宾特洛甫、齐亚诺伯爵和日本大使来栖三郎于1940年9月27日在柏林签署了三方条约。

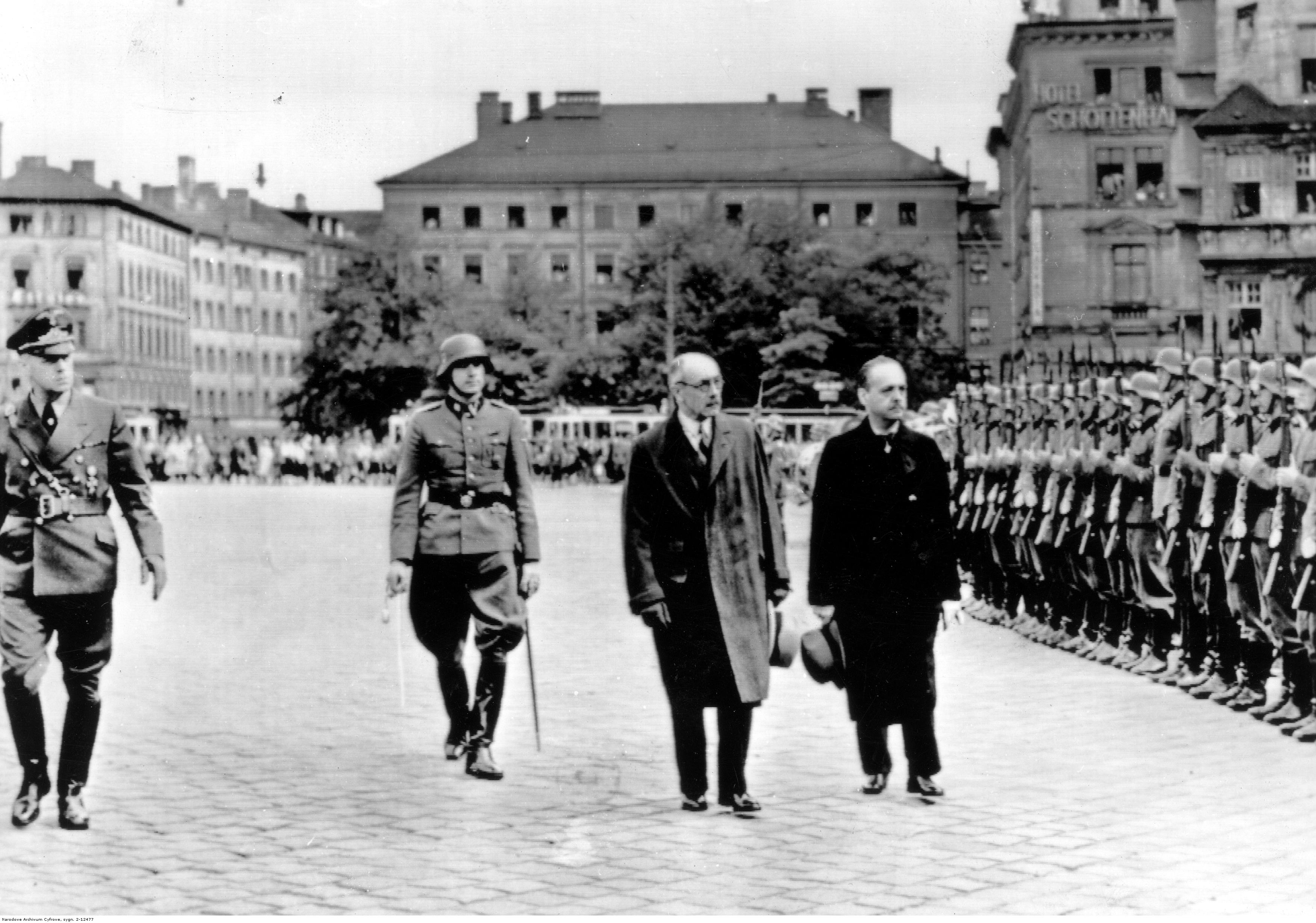
里宾特洛甫视察在匈牙利的德军

1940年10月，大區領導约瑟夫·布克尔和羅伯特·瓦格納（Robert Wagner）监督了将犹太人几乎全部驱逐到维希法国未被占领的自由区；他们不仅将他们从阿尔萨斯-洛林并入帝国的部分驱逐出境，而且还将他们从他们的高埃驱逐出境。里宾特洛甫以“最拖沓的方式”处理了随后维希法国政府对驱逐的抱怨。
1940年11月，在苏联外交委员维亚切斯拉夫·莫洛托夫访问柏林期间，里宾特洛甫极力争取苏联签署三方条约3。里宾特洛甫认为，苏联人和德国人有一个共同的敌人，那就是大英帝国，因此，站在轴心国一边参战符合克里姆林宫的最大利益。他提议，英国战败后，他们可以这样瓜分领土：苏联瓜分印度和中东，意大利瓜分地中海地区，日本瓜分英国在远东的领地（当然前提是日本将参战），德国将占领中非和英国。莫洛托夫对苏联在轴心国参战的想法持开放态度，但要求作为参战的代价，德国承认芬兰、保加利亚、罗马尼亚、土耳其、匈牙利和南斯拉夫在苏联的专属势力范围内。里宾特洛甫试图说服莫洛托夫放弃他对欧洲的要求，因为苏联与德国结盟的代价是完全失败的。莫洛托夫离开柏林后，苏联表示希望签署三国同盟，站在轴心国一边参战。尽管里宾特洛甫完全赞成接受斯大林的提议，但此时希特勒已经决定要进攻苏联。德苏轴心国谈判无果而终。

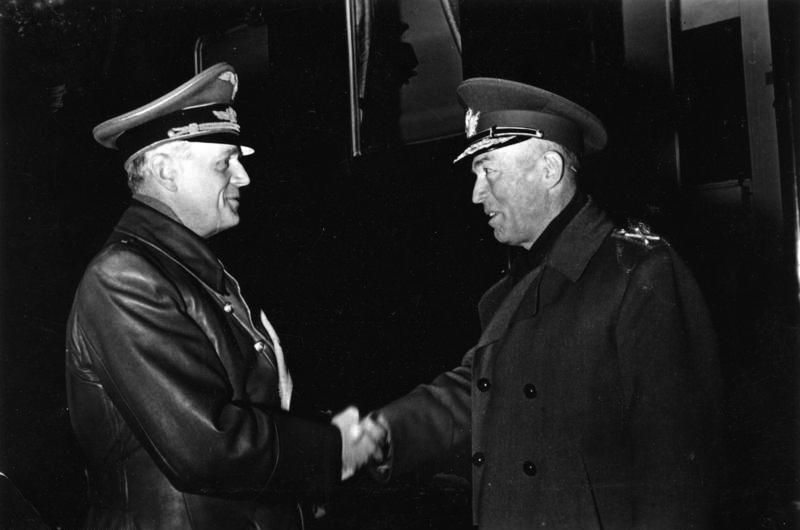
里宾特洛甫和羅馬尼亞的扬·安东内斯库元帅

随着第二次世界大战的继续，里宾特洛甫与党卫军曾经友好的关系变得越来越紧张。1941年1月，当铁卫队企图在罗马尼亚发动政变时，党卫军与外交部之间的关系达到了最低点。里宾特洛甫支持扬·安东内斯库元帅的政府，海因里希·希姆莱支持铁卫队。在布加勒斯特政变失败后，外交部收集了SD支持政变的证据，这导致里宾特洛甫大幅限制SD警察随员的权力。自1939年10月以来，他们基本上独立于他们驻扎的德国大使馆运作。1941年初，里宾特洛甫任命一群冲锋队成员到德国驻东欧大使馆，曼弗雷德·弗莱赫尔·冯·基林格（Manfred Freiherr von Killinger）被派往罗马尼亚，齐格弗里德·卡舍被派往克罗地亚，阿道夫-海因茨·贝克尔(Adolf-Heinz Beckerle)被派往保加利亚，迪特里希·冯·贾戈(Dietrich von Jagow)被派往匈牙利，汉斯·卢丁(Hans Ludin)被派往斯洛伐克。所有这些人之前都没有担任过外交职务，他们的主要资格是他们是路德的亲密朋友，并帮助促成了党卫队的分裂（党卫队和冲锋队之间的传统竞争仍然很激烈）。

1941年3月，亲德派日本外相松冈洋右访问柏林。1941年3月29日，在与松冈的谈话中，里宾特洛甫按照希特勒的指示，没有告诉日本人即将到来的巴巴罗萨行动，因为希特勒相信他可以靠自己的力量打败苏联，而更希望日本人进攻英国。希特勒不希望任何可能导致日本人进攻苏联的消息传到他们的耳朵里。里宾特洛甫试图说服松冈敦促东京政府攻击英国在新加坡的大型海军基地，声称皇家海军因卷入大西洋战役而虚弱无力进行报复。松冈回应说，占领新加坡的准备工作正在进行中。 

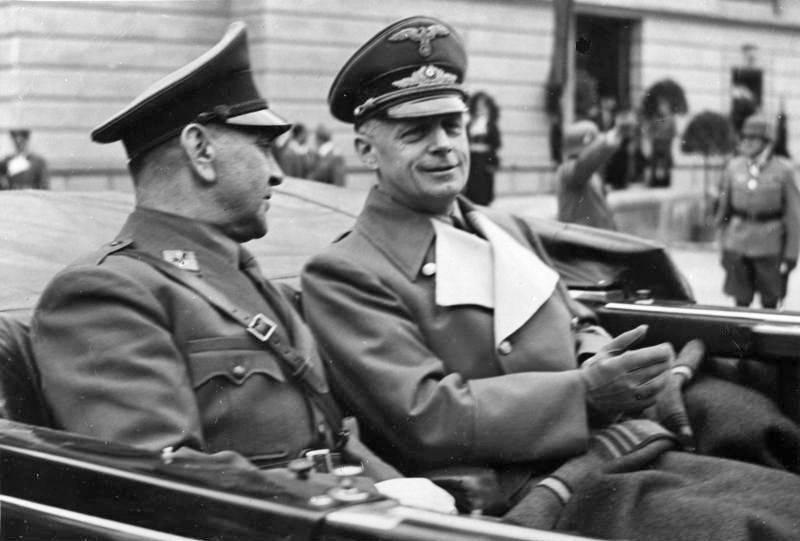
克罗地亚独立国的波格拉夫尼克·安特·帕韦利奇（左）和里宾特洛甫于萨尔茨堡，1941年6月6日

1940年底和1941年初，里宾特洛甫强烈施压南斯拉夫王国签署三方条约，尽管贝尔格莱德德国使馆建议这样的行动可能会导致南斯拉夫摄政王储保罗被推翻。里宾特洛甫的意图是获得通过该国的过境权，从而允许德国人入侵希腊。1941年3月25日，南斯拉夫勉强签署了三方条约；第二天，南斯拉夫军队在一场不流血的政变中推翻了保罗亲王。当希特勒下令入侵南斯拉夫时，里伊宾特洛普表示反对，因为他认为外交部很可能被排除在统治被占领的南斯拉夫之外。由于希特勒对里宾特洛甫反对入侵感到不满，这位部长在接下来的几天里卧床不起。当里宾特洛甫康复后，他寻求机会通过给予克罗地亚独立来增加他的机构的影响力。里宾特洛甫选择乌斯塔沙统治克罗地亚。1941年4月，他让埃德蒙德·费森迈尔成功地与乌斯塔沙的斯拉夫科·克瓦特尼克将军就德国入侵后让他的政党统治克罗地亚达成了会谈。里宾特洛甫拒绝在1941年4月6日德国轰炸贝尔格莱德之前提前撤回德国驻贝尔格莱德使馆，后者曾建议不要推动南斯拉夫签署三方条约，这反映了他对贝尔格莱德德国使馆的不满。尽其所能轰炸。 

### 苏德战争

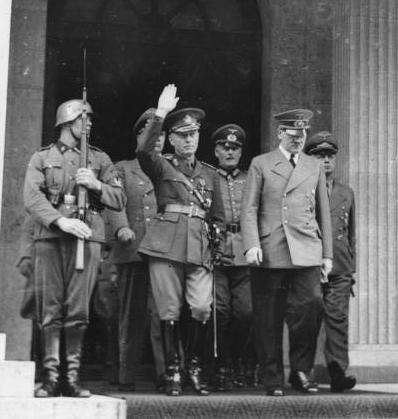
1941年6月1日，里宾特洛甫和希特勒在慕尼黑

里宾特洛甫喜欢并钦佩约瑟夫·斯大林，并反对1941年对苏联的进攻。他转告一位苏联外交官：“请告诉斯大林我反对这场战争，我知道这会给德国带来巨大的不幸。”1941年6月22日，当里宾特洛甫向苏联大使弗拉基米尔·德卡诺佐夫将军呈交德国宣战书时，口译员保罗·施密特描述了当时的情景：
|  | 1941年6月22日，星期日，凌晨四点不到，外交部长办公室。 他在等苏联大使杰卡诺佐夫，他从星期六早些时候就一直在给部长打电话。 德卡诺佐夫 收到了来自莫斯科的紧急消息。 他每两个小时打一次电话，但被告知部长不在城里。 周日凌晨两点，冯·里宾特洛甫终于回应了电话。 德卡诺佐夫被告知冯·里宾特洛甫希望立即与他会面。 预约时间是凌晨 4 点冯·里宾特洛甫很紧张，在他的大办公室的一头来回走来走去，像一只关在笼子里的动物，一遍又一遍地说：“元首说得对，我们必须进攻俄罗斯，否则他们肯定会进攻我们！” “ 他是在安慰自己吗？ 他是在为毁掉他最高的外交成就辩护吗？ 现在他必须摧毁它，“因为那是元首的愿望”。 |

当杰卡诺佐夫终于出现时，里宾特洛甫宣读了一份简短的声明，称由于所谓的苏联计划于1941年7月进攻德国，德国被迫采取“军事反制措施”。里宾特洛甫没有向杰卡诺佐夫将军宣战，他只是阅读关于德国被迫采取“军事反措施”的声明。 
尽管他反对巴巴罗萨行动并倾向于集中力量对付英国，里宾特洛甫在1941年6月28日开始了持续的努力，没有与希特勒协商，让日本进攻苏联。但是，里宾特洛甫寻求让日本参战的动机与其说是反苏，不如说是反英。1941年7月10日，里宾特洛甫命令德国驻日本大使欧根·奥特将军：
|  | 继续努力让日本尽早参与对俄战争……自然目标必须像以前一样，在冬季到来之前让德国和日本在西伯利亚大铁路上会面。随着俄国崩溃，三强在世界上的地位将如此巨大，以至于英国崩溃的问题，即不列颠群岛的彻底毁灭，将只是时间问题。一个完全与世界其他地区隔绝的美国将面临夺取大英帝国对三方势力重要的剩余阵地。 |

作为将日本纳入巴巴罗萨的努力的一部分，里宾特洛甫于1941年7月1日要求德国与蒋介石断绝外交关系，并承认汪精卫的日伪政府为中国的合法统治者。里宾特洛甫希望承认王将被视为一次政变，可以增加亲德日本外相松冈洋右的威望，后者反对开启美日对话。尽管里宾特洛甫尽了最大努力，松冈还是在1941年7月晚些时候被免职，日美会谈开始了。
战后，里宾特洛甫被发现在大屠杀中负有责任，因为他努力说服纳粹傀儡国家和其他轴心国领导人将犹太人驱逐到纳粹灭绝营。1941年8月，当是否驱逐居住在德国的外国犹太人的问题出现时，里宾特洛甫反对将驱逐作为外交部影响力最大化的一种方式。为了驱逐居住在帝国的外国犹太人，里宾特洛甫让路德与罗马尼亚、斯洛伐克和克罗地亚政府谈判达成协议，持有那些国家的公民身份的犹太人将被驱逐出境。1941年9月，负责纳粹占领的塞尔维亚的帝国全权代表菲利克斯·本茨勒向里宾特洛甫报告说，党卫军逮捕了8,000名塞尔维亚犹太人，他们计划将他们集体处决。他请求允许试图阻止大屠杀。里宾特洛甫把这个问题交给了路德，路德命令本茨勒在大屠杀中全力合作。 
1942年4月，作为俄罗斯南部军事行动藍色方案外交对应的一部分，里宾特洛甫在柏林的阿德隆酒店召集了一批来自高加索的反苏移民，目的是让他们宣布政府领导人——流亡中从里宾特洛甫的观点来看，这有双重好处，即确保德军在进入高加索地区时得到民众的支持，以及确保一旦德国人占领高加索地区，就是由外交部统治该地区。德国東方總督轄區的負責人阿尔弗雷德·罗森堡认为这是对其权力范围的侵犯，并告诉希特勒，阿德隆酒店的移民是“盟军特工的巢穴”。令里宾特洛甫失望的是，希特勒站在罗森堡一边。 

### 对美宣战

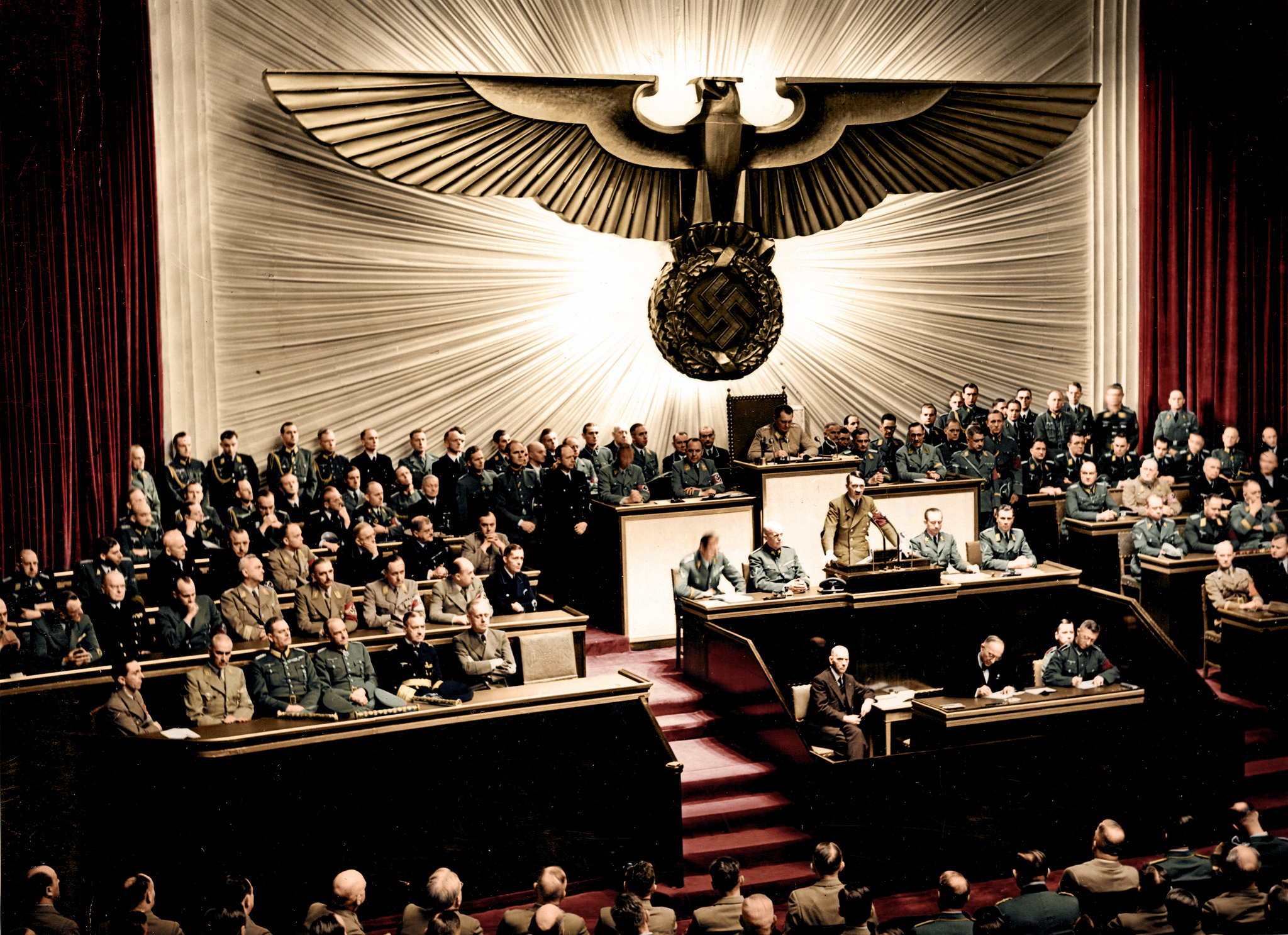
1941年12月11日，纳粹德国对美国宣战

1941年底，里宾特洛甫为华盛顿日美会谈的失败和日本进攻美国而努力。1941年10月，里宾特洛甫命令德国驻日本大使欧根·奥特（Eugen Ott）开始向日本人施加压力，要求他们尽快进攻美国人。里宾特洛甫向希特勒争辩说，鉴于美国对英国的援助范围以及北大西洋上U型潜艇与守卫前往英国的护航船队的美国军舰之间日益频繁的“事件”，美国和德国之间的战争是不可避免的。他说，以日本对美国的进攻开始这样一场战争是最好的开始方式。里宾特洛甫告诉希特勒，由于他在1914年之前在加拿大和美国度过了四年，他是所有美国事物的专家；他认为美国不是一个真正的军事强国。1941年12月4日，日本大使大岛浩告诉里宾特洛甫，日本正处于与美国开战的边缘。反过来，里宾特洛甫承诺德国将加入对美国的战争。1941年12月7日，里宾特洛甫得知日本偷袭珍珠港的消息后欣喜若狂，极力支持对美宣战。1941年12月11日，他向美国临时代办萊巴德·莫里斯（Leland B. Morris）递交了正式声明。1942年初，美国参战后，美国成功地向除阿根廷和智利以外的所有拉丁美洲国家施压，要求它们对德宣战。里宾特洛甫认为接受哥斯达黎加和厄瓜多尔等小国的宣战是一种极大的耻辱，他拒绝会见任何拉丁美洲大使。他让魏茨澤克接受他们的战争宣言。 

### 战争罪行
尽管经常与党卫军展开激烈竞争，但外交部在安排将犹太人从法国（1942-44年）、匈牙利（1944-45年）、斯洛伐克、意大利（1943年后）和巴尔干半岛。里宾特洛甫将所有与大屠杀有关的工作都交给了马丁路德，他是一位来自外交部的老亲信，曾在万湖会议上代表外交部。1942年，阿貝茨（Otto Abetz）确保将25,000名法国犹太人驱逐出境，盧丁（Hans Ludin）确保将50,000名斯洛伐克犹太人驱逐到死亡集中营。只有一次，在1942年8月，里宾特洛甫试图限制驱逐出境，但这只是因为与党卫军的管辖权纠纷。里宾特洛甫停止从罗马尼亚和克罗地亚驱逐出境；对于前者，他受到了侮辱，因为党卫军正在直接与罗马尼亚人谈判，而对于后者，他了解到党卫军和路德在他们占领区向意大利人施压，要求他们在没有事先准备的情况下驱逐他们的犹太人通知里宾特洛甫。他要求随时了解意德关系的所有最新发展。1942年9月，在与对其外交部长的行为不满的希特勒会面后，里宾特洛甫改变了路线并下令立即恢复驱逐出境。
1942年11月，在火炬行动（英美入侵北非）之后，里宾特洛甫在慕尼黑会见了法国政府首脑皮埃尔·拉瓦尔。他向拉瓦尔提出德国占领法国未占领区和突尼斯的最后通牒。里宾特洛甫试图将北非的维希法国停战军正式置于德国指挥之下，但没有成功。1942年12月，他会见了意大利外交部长加莱亚佐·齐亚诺伯爵，后者转达了墨索里尼的要求，敦促德国人在苏维埃继续采取守势联盟为了集中进攻北非。里宾特洛甫与希特勒一起贬低意大利的战争努力。在东普鲁士与齐亚诺伯爵的同一次会议上，皮埃尔·拉瓦尔抵达。他很快同意了希特勒和里宾特洛甫的要求，将法国警察置于更激进的反犹分子的指挥之下，并将数十万法国工人运送到德国的军事工业中劳动。 
里宾特洛甫与党卫军关系的另一个低潮发生在1943年2月，当时党卫队支持路德领导的内部政变，以罢免里宾特洛甫的外交部长职务。路德与里宾特洛甫疏远了，因为后者的妻子将前者视为家庭佣人。她敦促她的丈夫下令调查路德的腐败指控。路德的政变之所以失败，很大程度上是因为希姆莱认为，由路德领导的外交部将是比里宾特洛甫领导下的现任外交部更危险的对手。在最后一刻，他撤回了对路德的支持。政变之后，路德被送往萨克森豪森集中营。
1943年4月，在与匈牙利摄政米克洛什·霍尔蒂的首脑会谈中，里宾特洛甫强烈敦促匈牙利人将他们的犹太人口驱逐到死亡集中营，但没有成功。在他们的会面中，里宾特洛甫宣布“犹太人要么被消灭，要么被带到集中营。没有其他可能性”。

### 帝國轉衰
随着战争的进行，里宾特洛甫的影响力逐渐减弱。由于世界上大部分地区都在与德国交战，外交部的重要性随着外交价值变得有限而减弱。到1944年1月，德国仅与阿根廷、爱尔兰、维希法国、意大利的意大利社会共和国、被占领的丹麦、瑞典、芬兰、斯洛伐克、匈牙利、罗马尼亚、克罗地亚、保加利亚、瑞士、罗马教廷、西班牙、葡萄牙、土耳其、泰国、日本、满洲国和汪精卫政权保持外交关系。那年晚些时候，阿根廷和土耳其与德国断绝关系；罗马尼亚和保加利亚加入同盟国，芬兰与苏联单独议和并对德国宣战。
希特勒发现里宾特洛甫越来越令人厌烦，开始避开他。外交部长请求允许至少与德国的一些敌人——尤其是苏联——实现和平，这在他们的疏远中发挥了作用。随着他的影响力下降，里宾特洛甫花时间与其他纳粹领导人争夺反犹太政策的控制权，以讨好希特勒。
当许多老外交部外交官参与1944年7月20日的政变和暗杀希特勒的企图时，里宾特洛甫遭受了重大打击。里宾特洛甫并不知道这个阴谋，但如此多的现任和前任外交部成员的参与对他造成了不好的影响。希特勒觉得里宾特洛甫的“臃肿政府”使他无法对外交官的活动保持适当的关注。里宾特洛甫与党卫军密切合作，并与他达成和解，以清除外交部参与政变的人。在暗杀希特勒未遂后的几个小时内，里宾特洛甫、戈林、邓尼茨和墨索里尼正在拉斯滕贝格与希特勒喝茶，邓尼茨开始抱怨德国空军的失败。戈林随即把话题转向了里宾特洛甫，以及德国外交政策的破产。“你这个肮脏的小香槟推销员！闭嘴！”戈林大喊，威胁要用他的元帅权杖打里宾特洛甫。但里宾特洛甫拒绝对这种不尊重保持沉默。“我仍然是外交部长，”他喊道，“我的名字是冯·里宾特洛甫！”

### 战败被捕

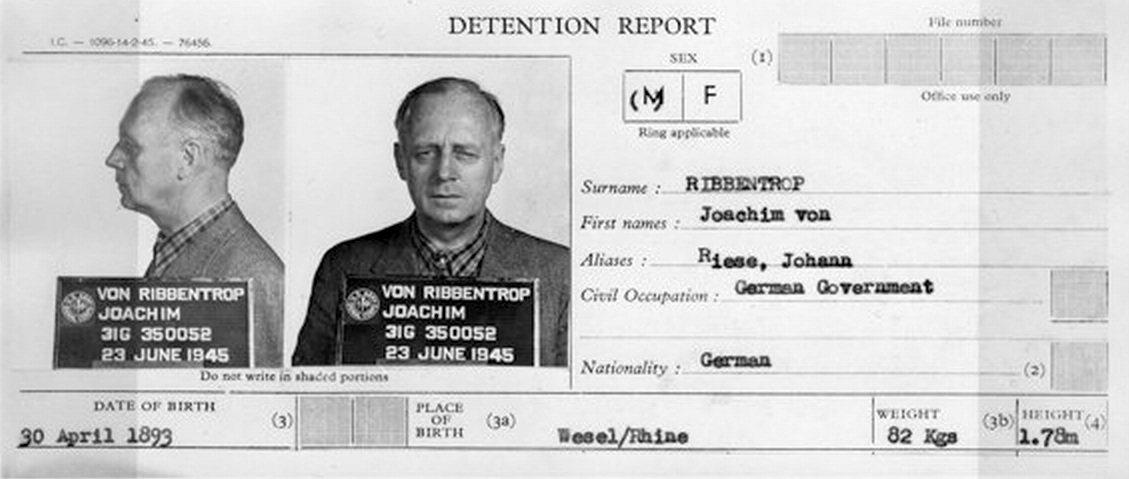
里宾特洛甫的拘留报告和照片

1945年4月20日，里宾特洛甫在柏林参加了希特勒的56岁生日聚会。三天后，里宾特洛甫试图与希特勒会面，但遭到拒绝，理由是元首有更重要的事情要做。
希特勒自杀后，里宾特洛甫试图在新总统卡尔·邓尼茨手下谋职，但遭到拒绝。他以化名赫尔·雷塞尔（Herr Reiser）躲藏在港口城市汉堡。6月14日，德国投降后，里宾特洛甫被雅克·戈菲内中士逮捕，证件显示他是法国公民，曾加入第5特种空勤团，当时正在汉堡附近与英国军队一起工作。人们发现他带着一封写给英国首相温斯顿·丘吉尔的信件，信中批评英国的外交政策存在反德情绪，并指责英国在战前未能与德国结盟，导致苏联占领德国东部和布尔什维克主义进入中部。 

## 审判身死

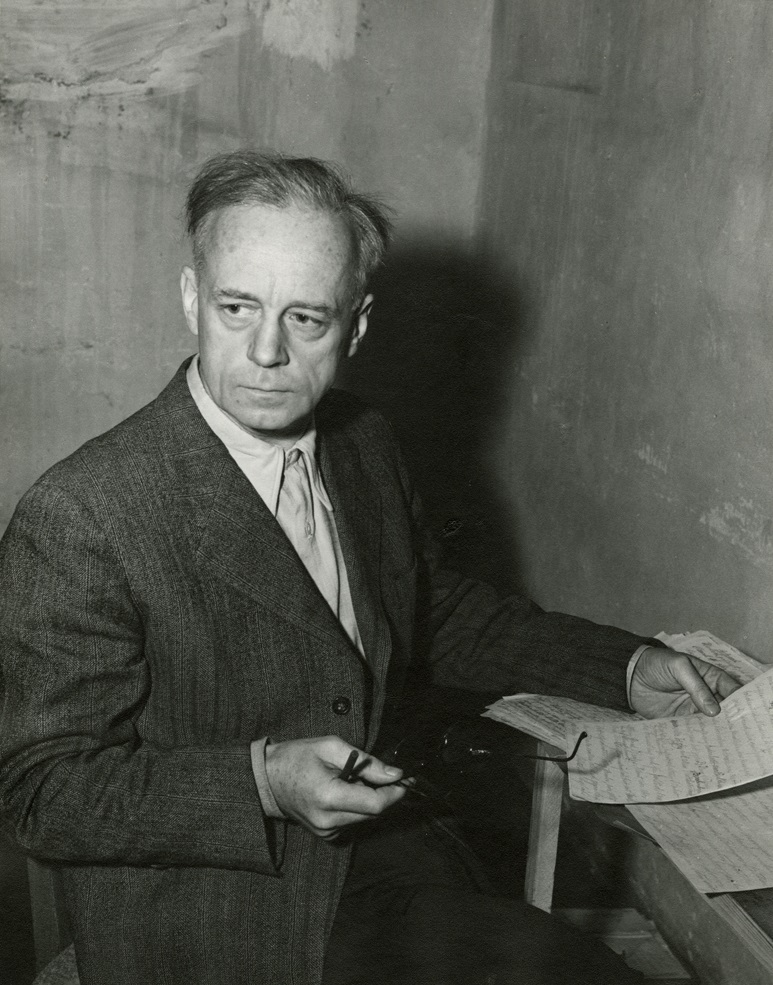
狱中的里賓特洛甫

里宾特洛甫是纽伦堡审判的被告。盟军国际军事法庭以四项罪名对他定罪：危害和平罪、蓄意策划侵略战争罪、战争罪和危害人类罪。根据判决，里宾特洛甫积极参与策划德奥合并以及入侵捷克斯洛伐克和波兰。他也深度参与了“最终解决”；早在1942年，他就命令驻轴心国的德国外交官加快将犹太人送往东部死亡集中营的进程。他支持对在德国上空被击落的盟军飞行员处以私刑，并帮助掩盖了1945年作为战俘被关押的法国军官古斯塔夫梅斯尼少将被谋杀的事件。他对发生在丹麦和维希法国的暴行负有直接责任，因为这两个被占领国家的高级官员向他汇报。里宾特洛甫声称所有重要的决定都是希特勒自己做出的，他被希特勒一再声称只想要和平的说法所欺骗。法庭驳回了这一论点，称鉴于里宾特洛甫与战争的执行有多么密切的关系，“他不可能不知道希特勒行为的侵略性。”即使在监狱里，里宾特洛甫仍然忠于希特勒：“即使据我所知，如果希特勒在这个牢房里对我说‘做这个！’，我仍然会做。”

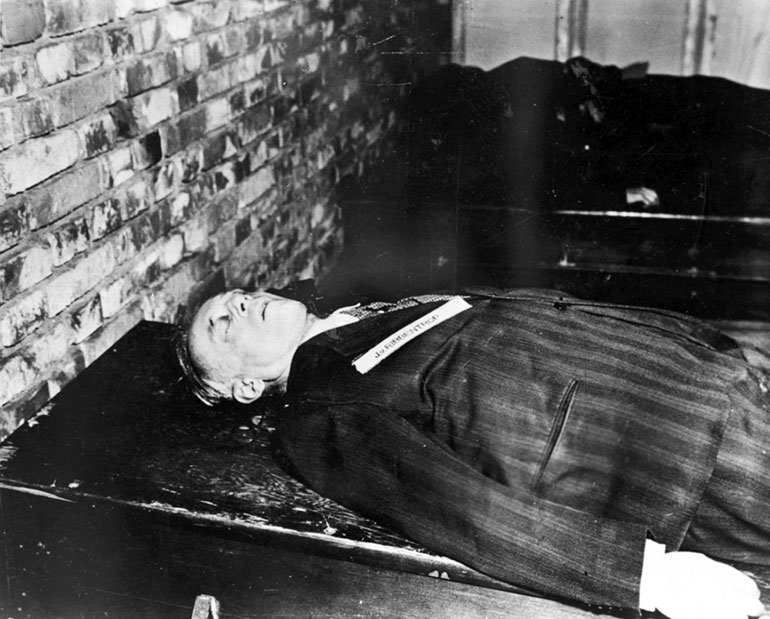
里賓特洛甫受處絞刑後的屍體

美国陆军心理学家古斯塔夫·吉尔伯特获准对受审的纳粹领导人进行检查。在其他测试中，他进行了德语版的IQ测试。约阿希姆·冯·里宾特洛甫得了129分，在接受测试的纳粹领导人中排名第10。在审判期间的某一时刻，一名美国陆军翻译员问恩斯特·弗莱赫尔·冯·魏茨泽克，希特勒如何提拔里宾特洛甫担任高级职务。魏茨泽克回应说，“希特勒从来没有注意到里宾特洛甫的喋喋不休，因为希特勒总是在说话。”
1946年10月16日，里宾特洛甫成为在纽伦堡被判处绞刑的第一个被绞死的人，此前戈林在执行死刑前自杀了。刽子手是美国军士长約翰·伍茲（John C. Woods）。里宾特洛甫被护送走上绞刑架的13级台阶，并询问他是否有任何遗言。他说：
|  | 上帝保佑德国。上帝怜悯我的灵魂。我最后的愿望是德国恢复统一，为了和平，东西方之间应该相互理解。我希望世界和平。 |

纽伦堡监狱长伯顿·C.·安德鲁斯后来回忆说，里宾特洛甫在头巾戴在头上之前立即转向监狱的路德教会牧师亨利·F.·格雷克，低声说：“我会再见到你的。”他的尸体与其他九名被处决的人和自杀者赫尔曼·戈林的尸体一样，在慕尼黑東部公墓火化，骨灰撒在伊萨尔河中。